# Littérature argentine

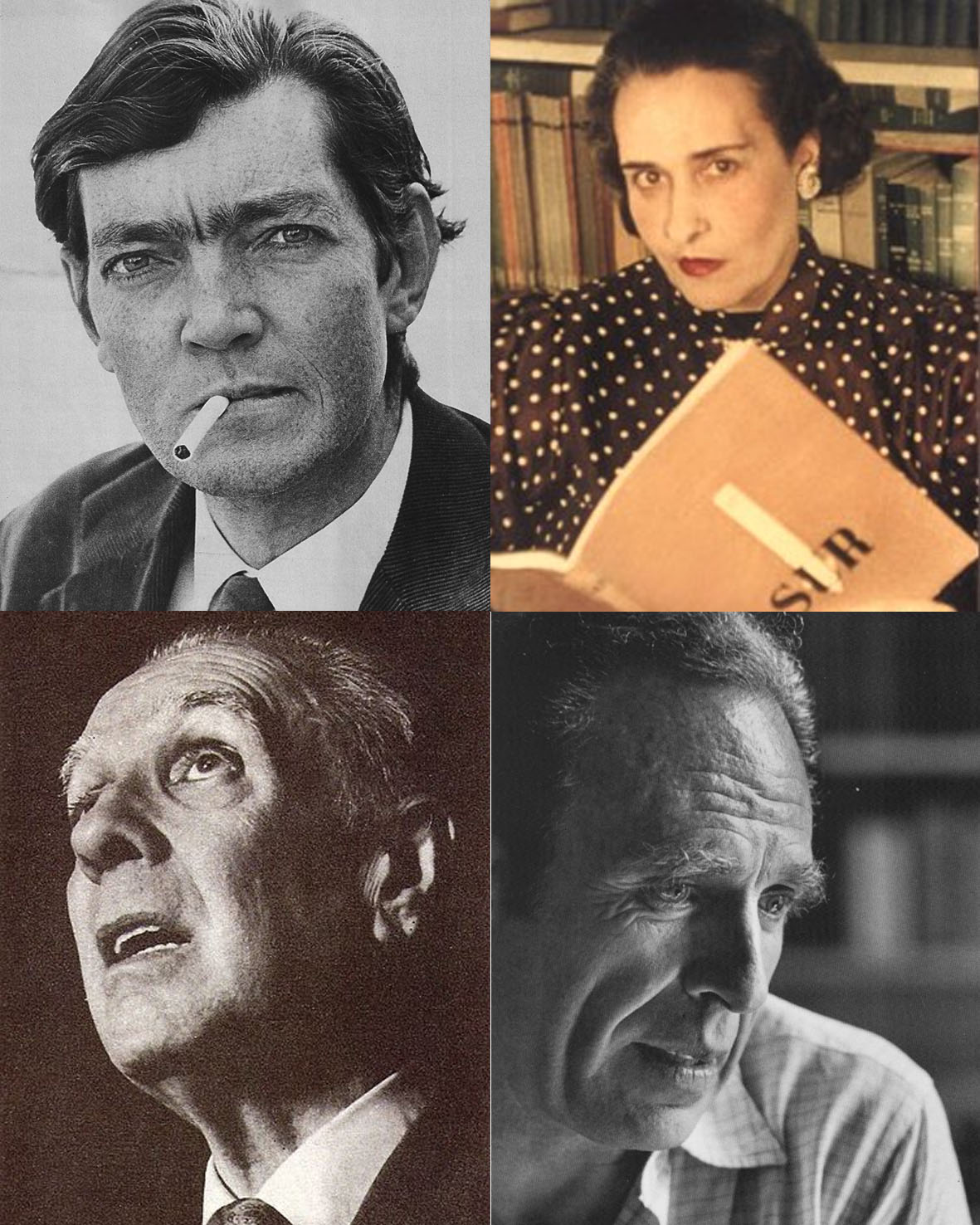
Quatre grandes figures : Julio Cortázar, Victoria Ocampo, Jorge Luis Borges et Adolfo Bioy Casares

La littérature argentine est l’ensemble des œuvres littéraires produites en Argentine (45 479 118 Argentins en 2020, pour 4 millions vers 1895), à toute époque, en toute langue (locale ou importée), et de fait essentiellement en espagnol. 
Des peuples amérindiens d'Argentine ont développé leurs cultures : les Mapuches en mapudungun, les Aymaras en aymara, d'autres en quechua ou en guarani. De ces langues devenues minoritaires, ont survécu des littératures longtemps seulement orales, et surtout la littérature quechua (es).
Parmi les auteurs argentins les plus connus et les plus influents figurent Domingo Faustino Sarmiento, José Hernández, Jorge Luis Borges, Adolfo Bioy Casares, Roberto Arlt, Julio Cortázar, Manuel Puig et Ernesto Sábato pour les hommes, Alfonsina Storni, Silvina Ocampo, Susana Calandrelli, Maria Dhialma Tiberti, Alejandra Pizarnik, Olga Orozco pour les femmes.

## Histoire
Le nom du pays lui-même vient d’un latinisme apparu pour la première fois dans la littérature : le poème épique La Argentina (1602) de Martín del Barco Centenera. Cette composition comporte 10 000 vers et décrit le paysage ainsi que la conquête du territoire. Le mot a été réintroduit dans « Argentina manuscrita », un texte en prose de Ruy Diaz de Guzman (es). 
L'histoire de l'Argentine post-colombienne, contre des peuples amérindiens d'Argentine, pourrait se résumer en une période coloniale espagnole (1516-1816), un 19e siècle agité (guerres civiles argentines, conquête du désert, guerres diverses, république conservatrice), un 20e siècle entremêlant radicalisme, péronisme, dictatures et retour à la démocratie. 

### Premiers textes
Les premiers chroniqueurs semblent être le lansquenet bavarois Ulrich Schmidl (1510-1581) et l'aventurier Hans Staden (1525-1579).
La littérature argentine est née autour de 1550 avec les œuvres de Matias Rojas de Oquendo et Pedro Gonzalez de Prado (à Santiago del Estero, le premier regroupement urbain important en Argentine), qui ont écrit de la prose et de la poésie. Ils étaient en partie inspirés par la poésie orale autochtone. Une symbiose a émergé entre les traditions autochtones et espagnoles, créant une littérature distincte, limitée géographiquement (pendant le XVIIIe siècle) aux régions du nord et du centre de l’Argentine, avec la province de Córdoba en son centre, du fait de la fondation de l’Université nationale de Córdoba. Deux noms se détachent dans cette période : Gaspar Juarez Baviano et María Antonia de Paz y Figueroa (« Beata Antula », 1730-1799). 
Graduellement, avec une certaine prospérité économique, l’axe culturel s’est déplacé vers l’est. La littérature de l’époque coloniale (le néo-classicisme, le baroque et l’épique) ont progressé sous la protection d’une ferveur indépendantiste : Vicente López y Planes (1785-1856), Pantaleon Rivarola (es) (1754-1821) et Esteban de Luca (es) (1786-1824). 
Au cours du 17e siècle, les œuvres baroques de l’Argentine restent pauvres en comparaison de celles d’Europe et des autres parties du Nouveau Monde. Le seul poète remarquable de cette période demeure Luis José de Tejeda y Guzmán (1604-1680) qui écrivit Coronas liricas et El peregrino de Babilonia.

### L'émancipation culturelle argentine vis-à-vis de l’Espagne

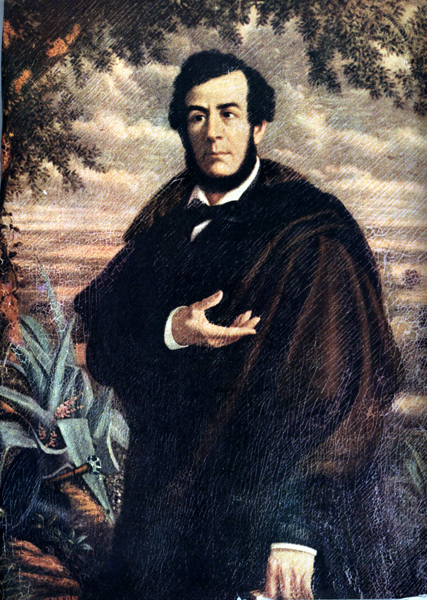
Portrait d'Esteban Echeverría
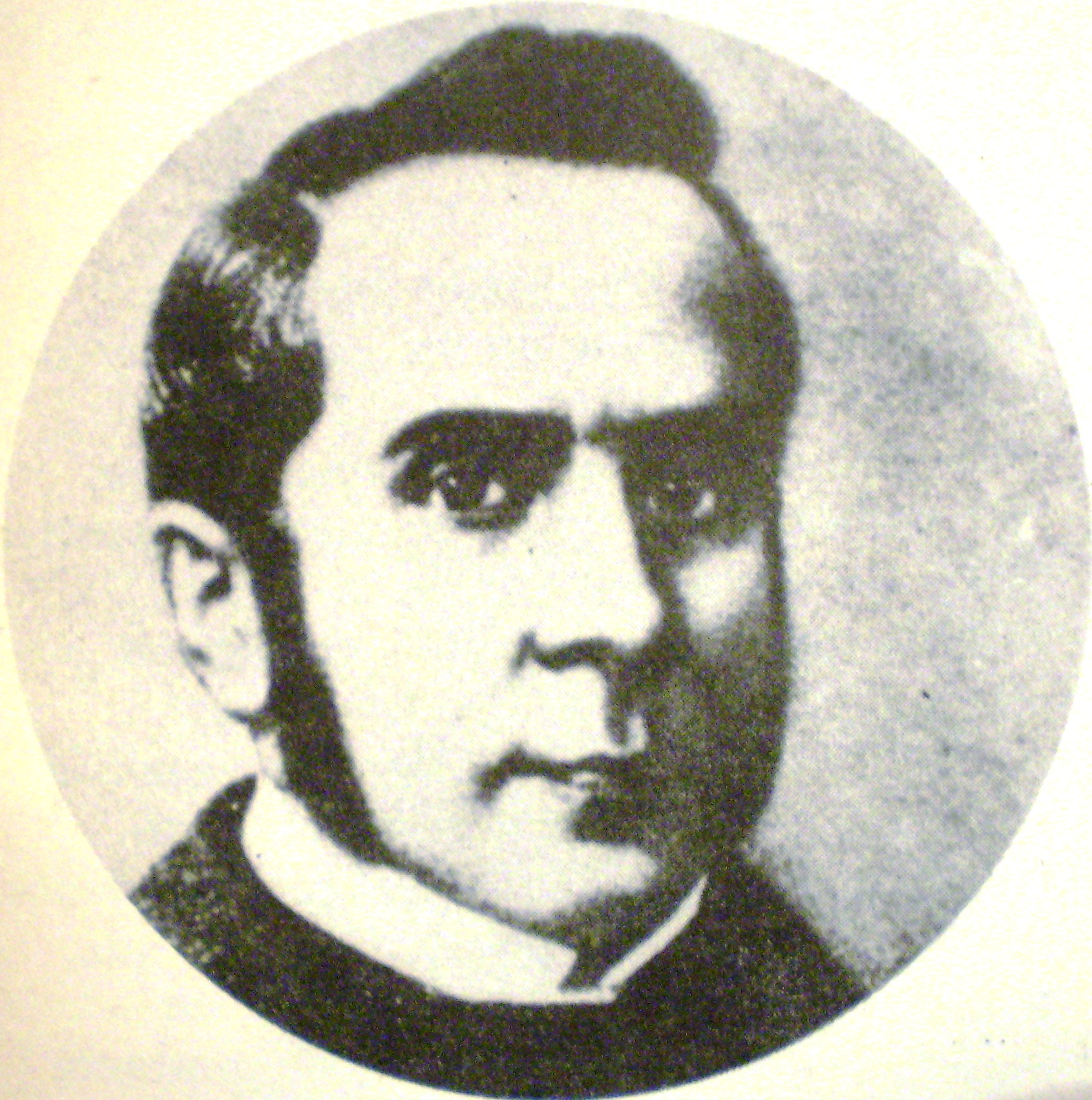
José Mármol
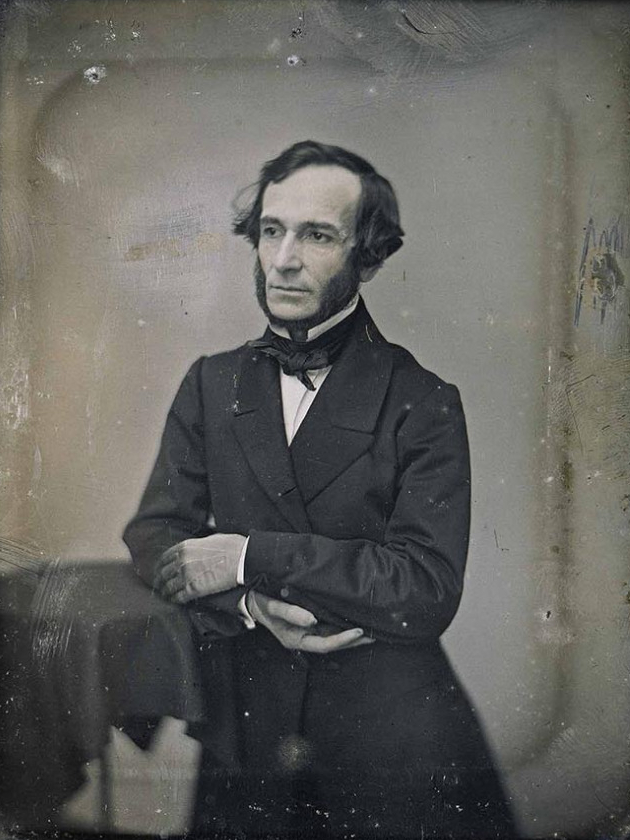
Juan Bautista Alberdi
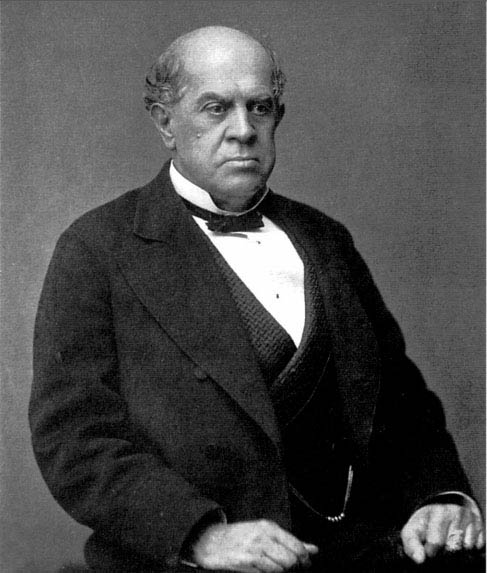
Domingo Faustino Sarmiento
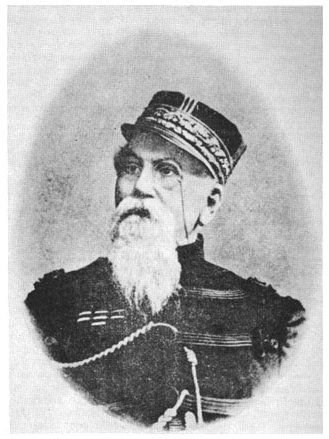
Lucio Victorio Mansilla

Comme dans le reste du continent, de forts sentiments d’émancipation par rapport à l’Espagne étaient présents en Argentine. Avant l’indépendance, certains auteurs néo-classiques tel que Juan Cruz Varela ont produit de nombreux travaux liés à cet esprit révolutionnaire.
La véritable démarcation vis-à-vis de la tradition espagnole s’est manifestée dans la littérature à travers l’adoption du romantisme français comme modèle, en postulant le retour aux sources populaires et au Moyen Âge. Cette esthétique et cet intellectualisme a été apporté par Esteban Echeverría qui écrivit la première histoire locale et réaliste, El Matadero, ainsi que le poème nativiste La Cautiva ( « La Captive »), avec la pampa comme arrière-plan. Son esprit acerbe et son opposition au puissant gouverneur de Buenos Aires Juan Manuel de Rosas le força à l’exil. 
Au milieu du XIXe siècle, José Mármol publia le premier roman argentin, Amalia (1851-1852), un roman historique mixant des personnages fictifs (Amalia, Daniel Bello, Eduardo Belgrano) à des personnages historiques comme Juan Manuel de Rosas. 
Comme le pouvoir de Juan Manuel de Rosas augmentait, davantage de travaux littéraires d’opposition furent produits. La pièce El Gigante Amapolas de Juan Bautista Alberdi (1810-1884) est un exemple de saynète locale. Dans le domaine des essais, Domingo Faustino Sarmiento (1811-1888) publia Facundo, une (ré)vision particulière de la vie de Juan Facundo Quiroga d’un point de vue déterministe. Sarmiento, en avance sur son temps, inclut des aspects de sociologie et de sémiotique dans son analyse. Echeverría, Mármol et Sarmiento font partie du groupe des écrivains connus sous le nom de la Génération de 37 (es) (1837), considérée comme la première génération d’intellectuels locaux : Salon littéraire argentin de 1837 (es). 
L’esprit combatif de la poésie s’affaiblit et celle-ci se tourna vers l’anecdotique et le sentimental : Carlos Guido y Spano (1827-1918) et Ricardo Gutiérrez (1838-1896), écrivains de littérature folklorique. Lucio Victorio Mansilla (1831-1913) publia en 1870 Una excursión a los indios ranqueles, chronique d’une expédition pour la signature d’un traité de paix avec les Indiens. Son travail (marqué par une esthétique réaliste) anticipait celui de la génération de 1880, qui sera profondément influencée par le modernisme.
Juana Manuela Gorriti (1816-1892) fut une des premières femmes écrivain. Sa popularité est principalement due à son travail mélodramatique comme le roman La hija del mazorquero, ainsi qu’à la création du magazine culturel La alborada.
Autres membres de la  génération 1837 : Miguel Cané (senior), Bartolomé Mitre, Andrés Lamas, Antonio Somellera, Vicente Fidel López, Carlos Tejedor, Juan Bautista Peña, Florencio Varela, Juan Cruz Varela, José Mármol, José Rivera Indarte (Buenos Aires), Quiroga Rosas, Antonino Aberastain, Santiago Cortínez (San Juan), Benjamín Villafañe, Félix Frías (Tucumán), Francisco Álvarez, Paulino Paz, Enrique Rodríguez, Avelino Ferreyra, Ramón Ferreyra (Córdoba), Juan Thompson (Corrientes).

### Littérature «gauchesca» (gauchoesque)

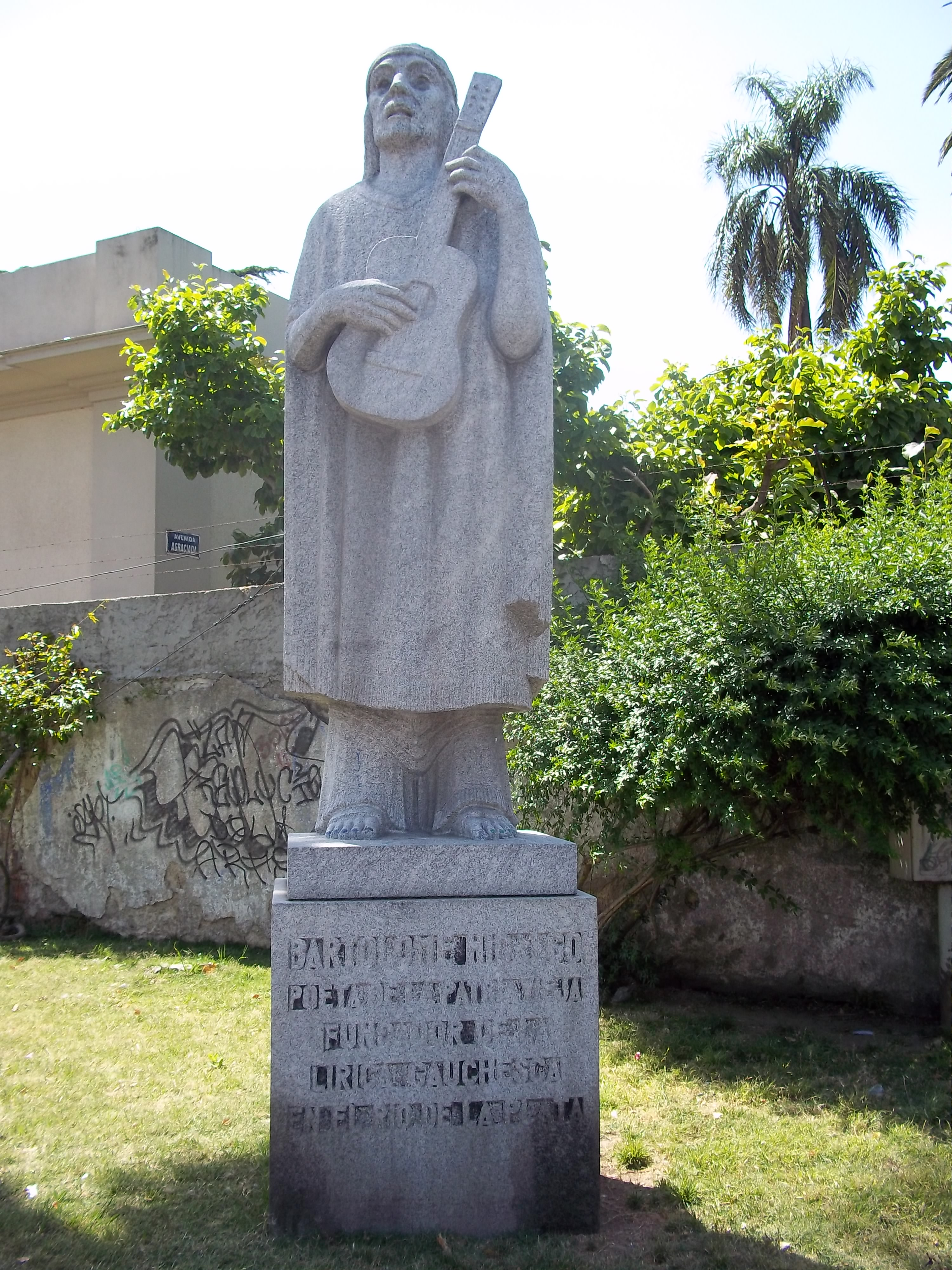
Bartolomé Hidalgo (Uruguay)
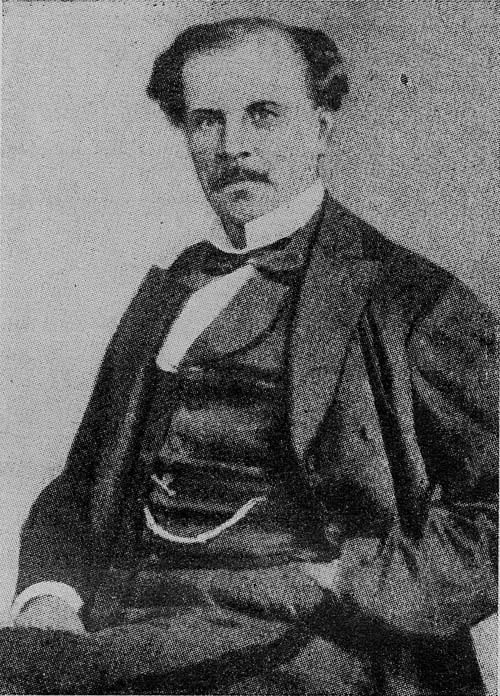
Hilario Ascasubi
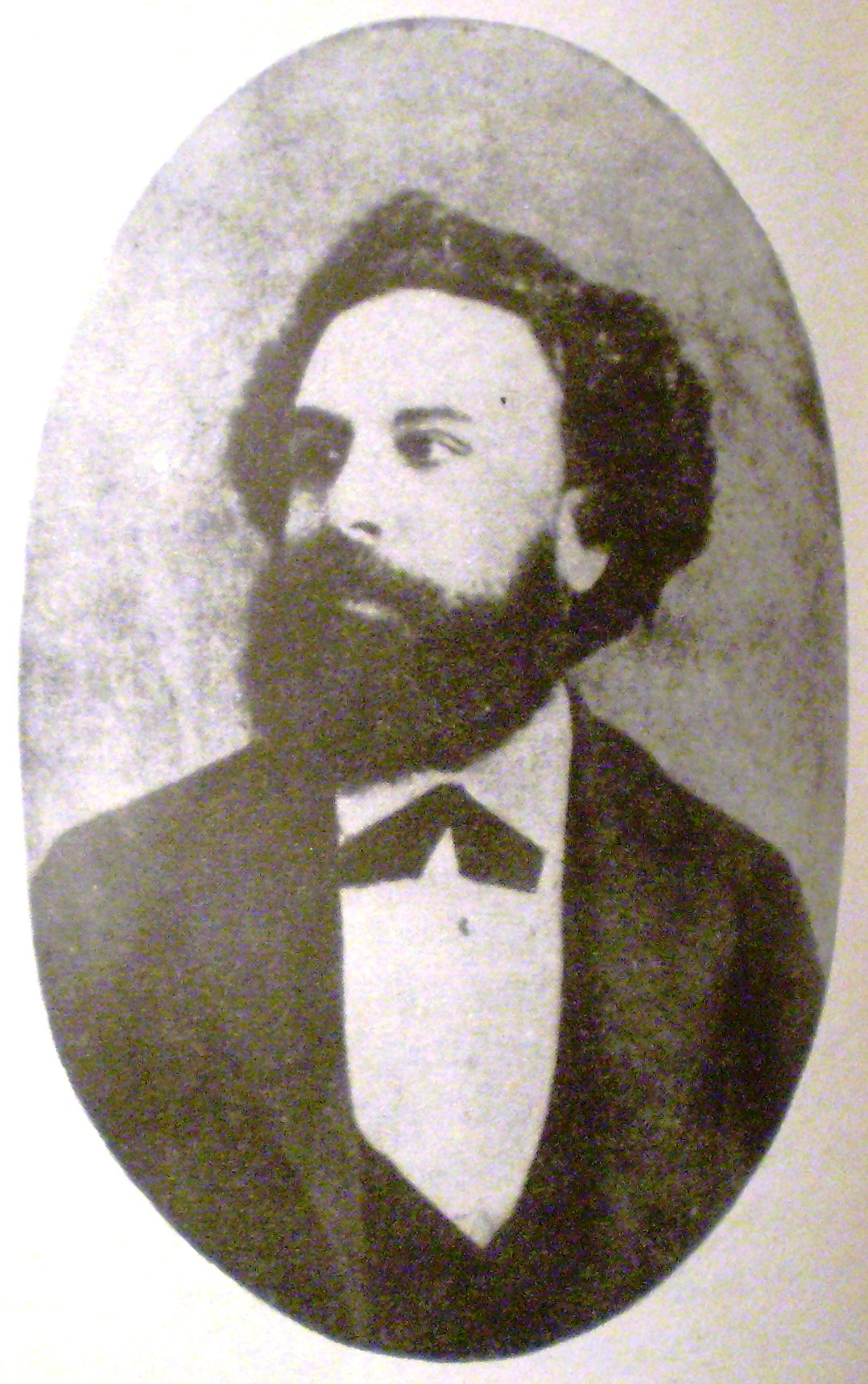
Estanislao del Campo
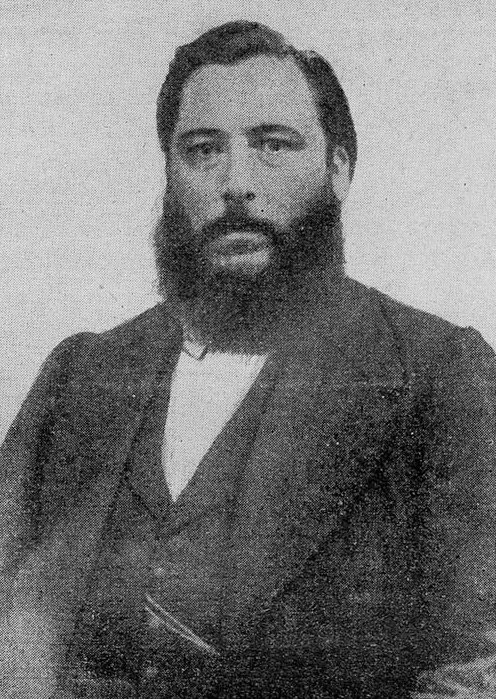
José Hernandez
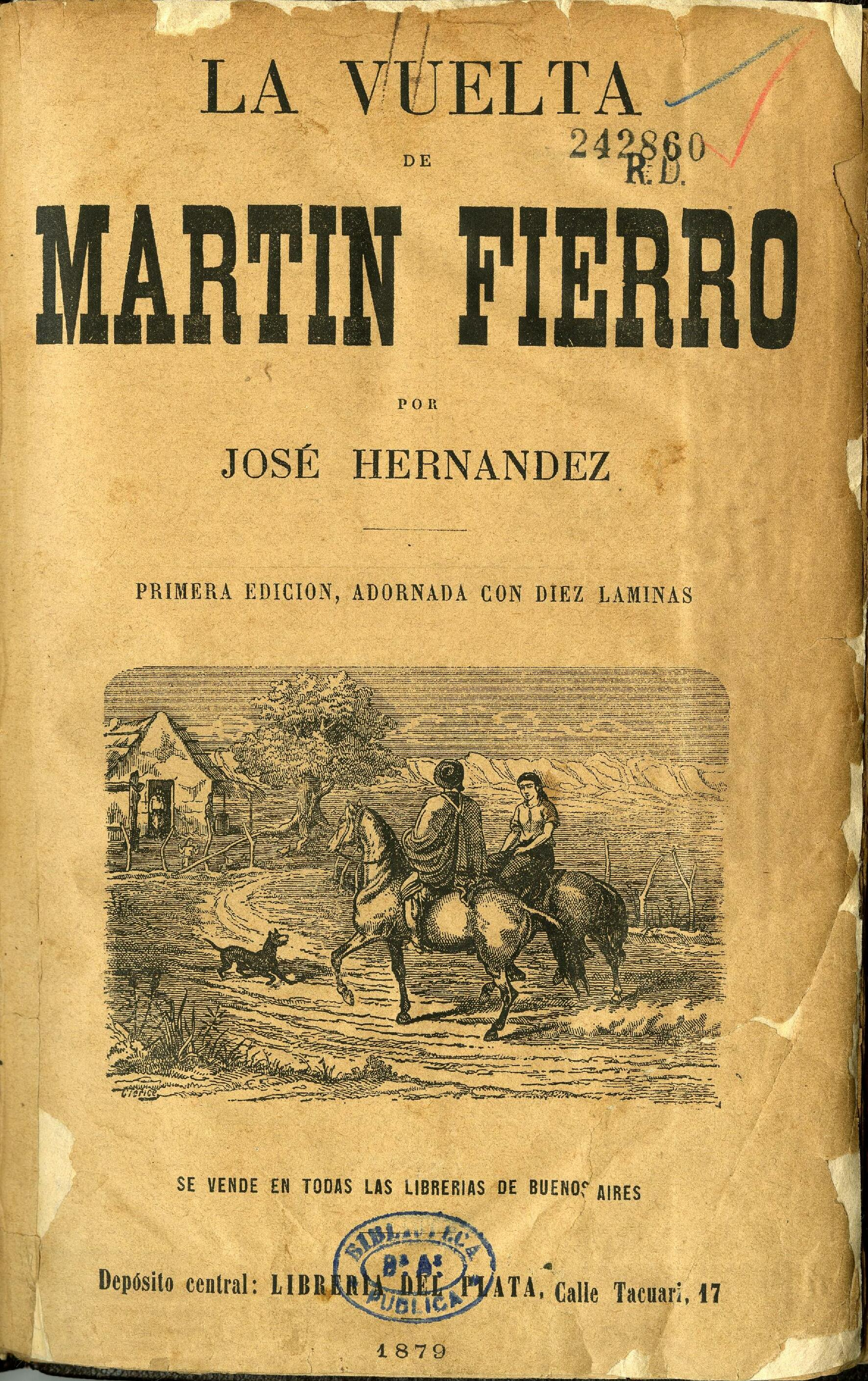
La Vuelta de Martin Fierro (1879)

À l'origine, le gaucho est un gardien de troupeaux nomade, qui voyage à travers les grandes plaines argentines.
Le gaucho acquiert peu à peu un statut mythique : il devient une sorte de chevalier défendant les plus démunis et s'érige en symbole d'une civilisation revendiquant son originalité, alors que le véritable gaucho disparaît peu à peu de la réalité. 
Les thèmes et les styles occidentaux, voire centrés sur l’Europe, restent la norme dans la littérature argentine pendant tout le XIXe siècle, en particulier à Buenos Aires. La poésie (romantique) comme La cautiva, ou plus tard Santos Vega de Rafael Obligado|Rafael Obligado (1851-1920), donnent beaucoup d’importance à la nature, la pampa, partageant certains éléments avec une littérature pittoresque, dans l’imitation des gauchos, prétendant utiliser le langage des gauchos et refléter leur mentalité. Le premier courant, connu sous le nom de « poesía nativista » (poésie nativiste), est lié à une tradition érudite. La seconde, connue comme « poesia gauchesca », se développe en parallèle, comme une part de la prise de conscience de son identité nationale par cette génération. Même s'il s'agit aussi d’auteurs érudits, la voix du gaucho est prise comme un protagoniste dès le début. La littérature gaucho est liée aux chansons de payador, vision moderne des chanteurs illettrés du Moyen Âge européen se produisant de façon spontanée et improvisée. 
Le premier auteur gaucho est Bartolomé Hidalgo (1807-1875), qui écrit au moment de la Guerre d’Indépendance, si bien que son œuvre répond à une certaine idéologie politique. Ses compositions sont principalement des « cielitos » (sorte de chanson de payador avec un message politique provocateur) et des « dialogos patrioticos » (conversations entre deux personnages à propos de sujets d’actualité). 
Dans une seconde période, la littérature gaucho est influencée par les combats politiques. Estanislao del Campo (1834-1880) et Hilario Ascasubi (1807-1875) sont les écrivains les plus représentatifs de cette période. Del Campo écrit Fausto, un poème, lu à la fois comme une parodie de la littérature gaucho et comme une intelligente plaisanterie envers la population des villes. Dans le poème, Anastasio El Pollo rencontre un ami et lui donne ses impressions sur un évènement particulier : il a vu le Diable. Ce qu'El Pollo ne sait pas (ou prétend ne pas savoir), c’est que ce qu’il a vu est en fait un opéra du Théâtre Colón. 
Le dernier auteur de la littérature gaucho est José Hernández (1834-1886), l’auteur de Martín Fierro. La littérature gaucho perd ses influences politiques et devient sociale dans le sens où les gauchos sont en train de disparaître, principalement à cause de Sarmiento et du nouveau modèle économique. Hernandez est considéré comme celui qui consolida le style gaucho. 
Martín Fierro est un poème narratif, considéré comme l’exemple même du style gaucho en Argentine et en Uruguay. Il fut publié en 1872 sous le titre El Gaucho Martín Fierro (L'épopée de Martín Fierro) avant la suite La Vuelta de Martín Fierro en 1879. Il raconte le caractère indépendant, héroïque et sacrifié du gaucho. Le poème est en partie une protestation contre les tendances européennes et modernes du président argentin Domingo Faustino Sarmiento. Cette œuvre est considérée comme le « livre national des Argentins » par Leopoldo Lugones.
- Écrivains gauchoesques (es)
- Œuvres gauchoesques (es)

### Génération de 1880

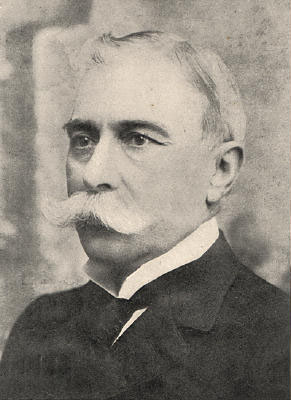
Miguel Cané
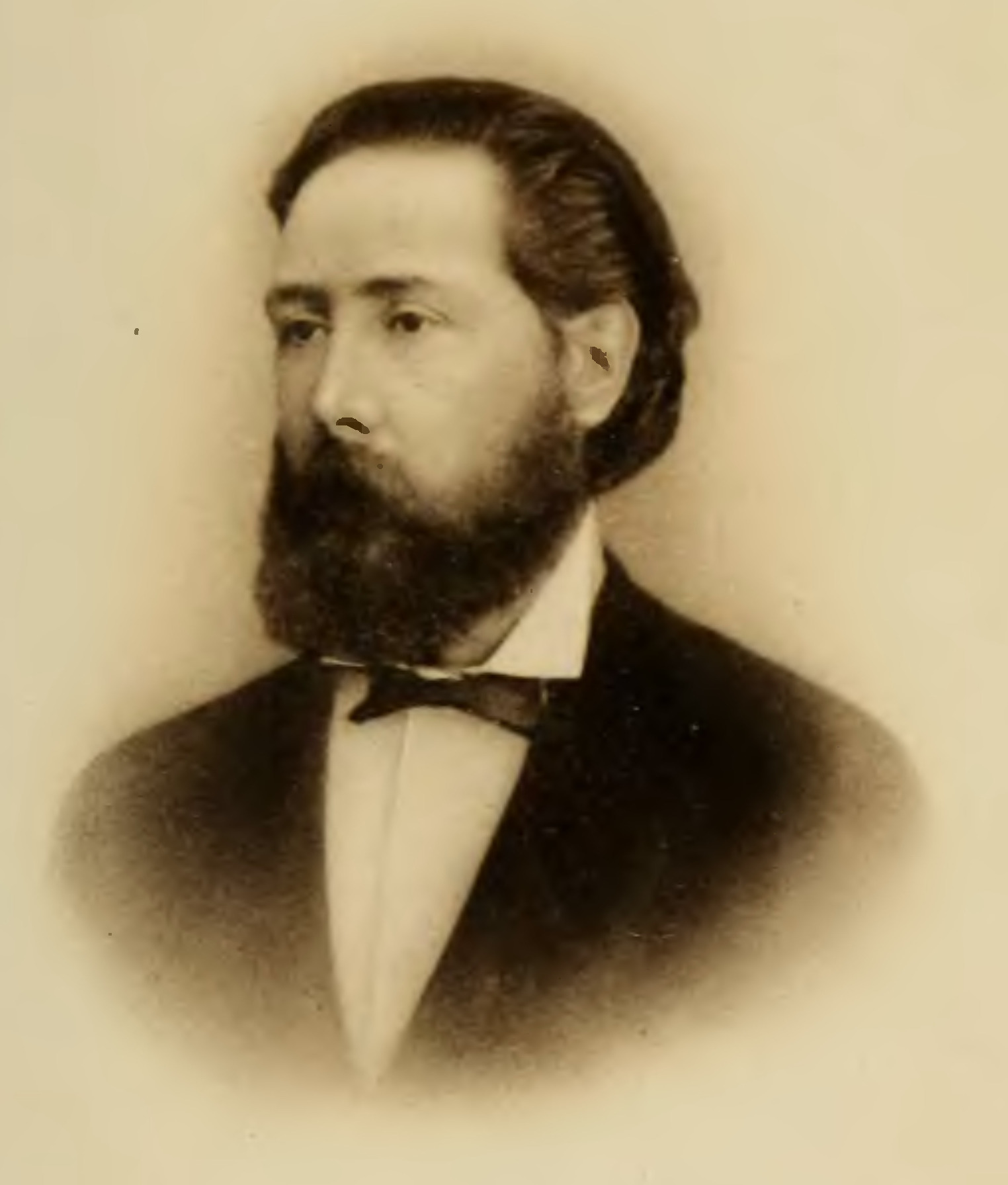
Eduardo Wilde
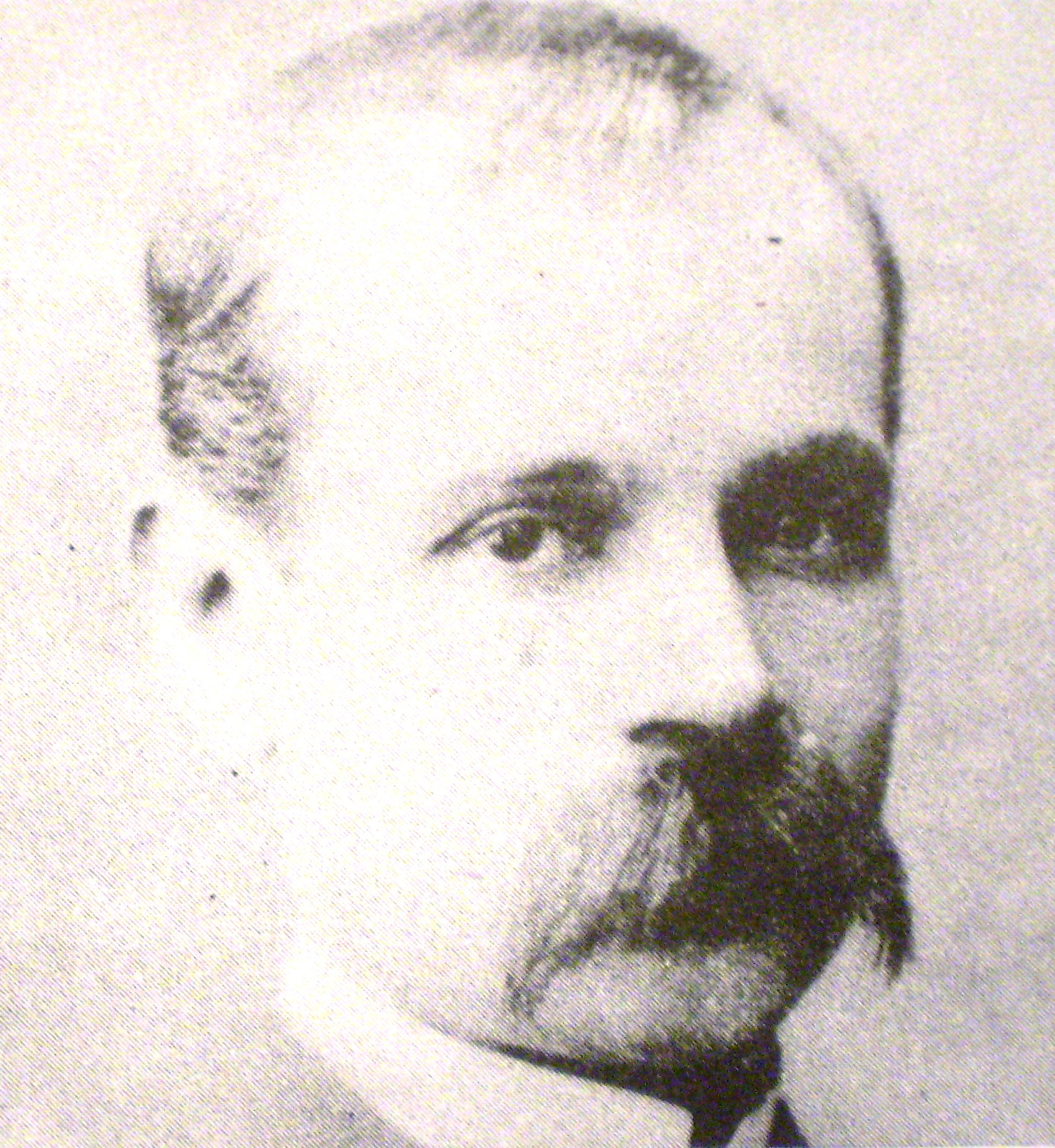
Eugenio Cambaceres
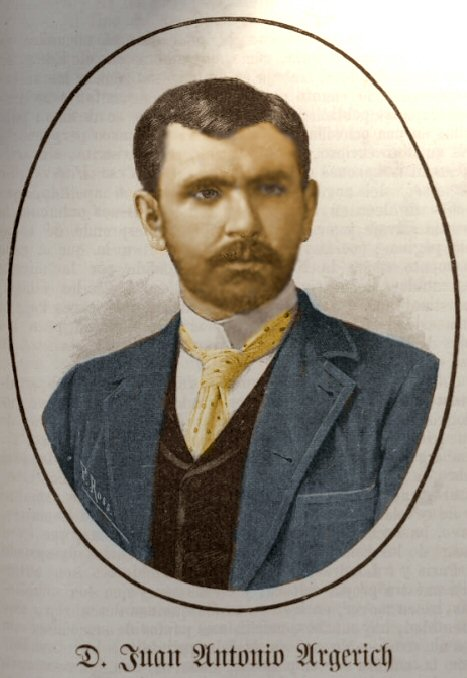
Antonio Argerich
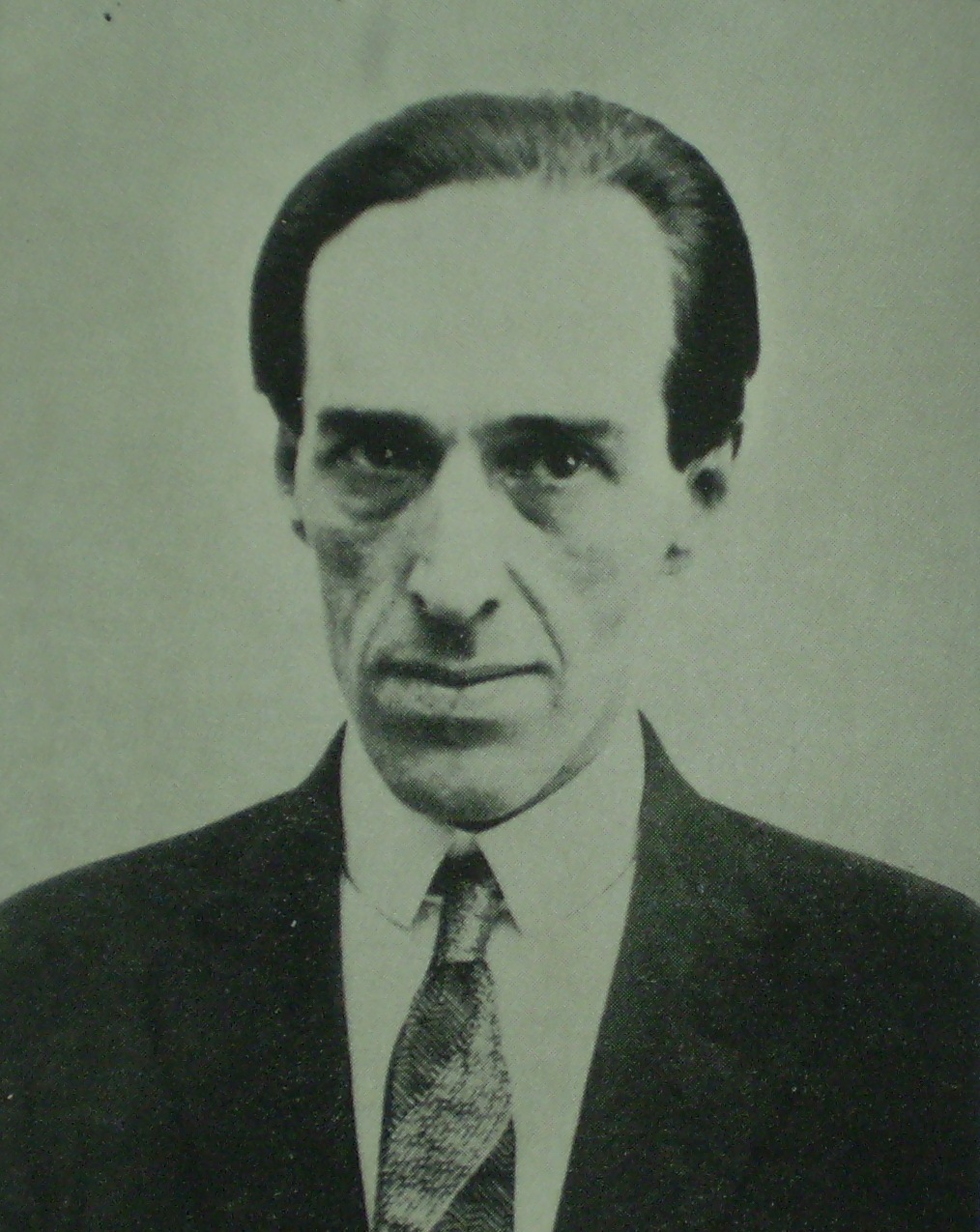
Benito Lynch
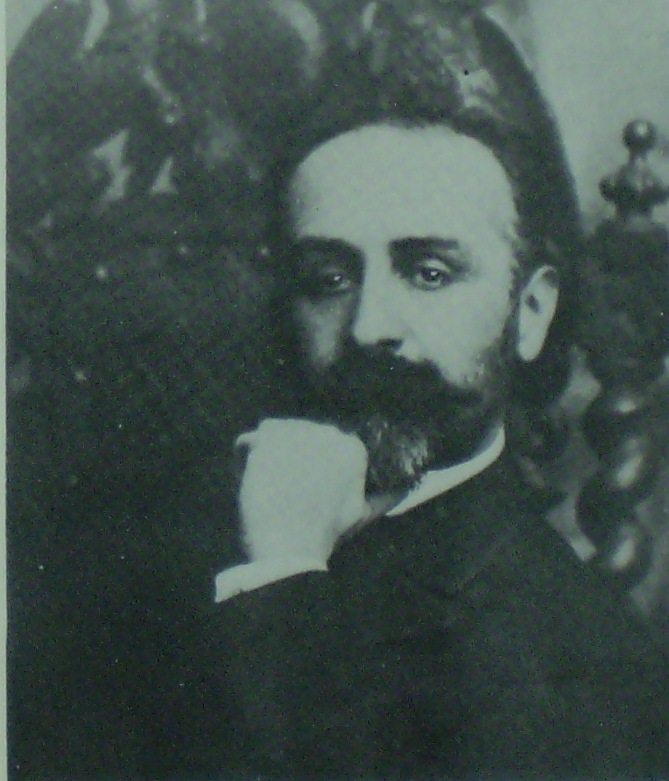
Lucio Vicente López
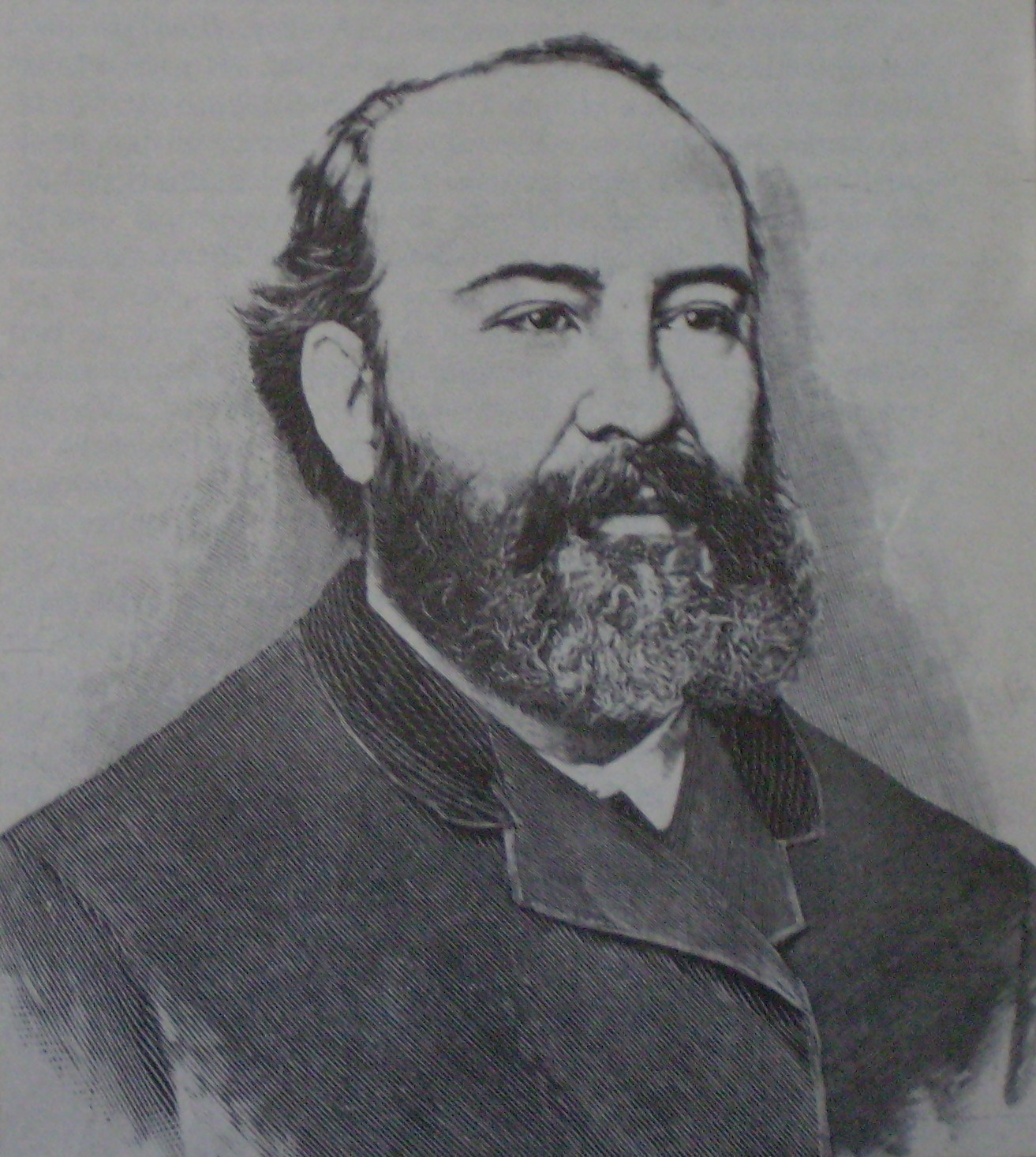
Pedro Goyena
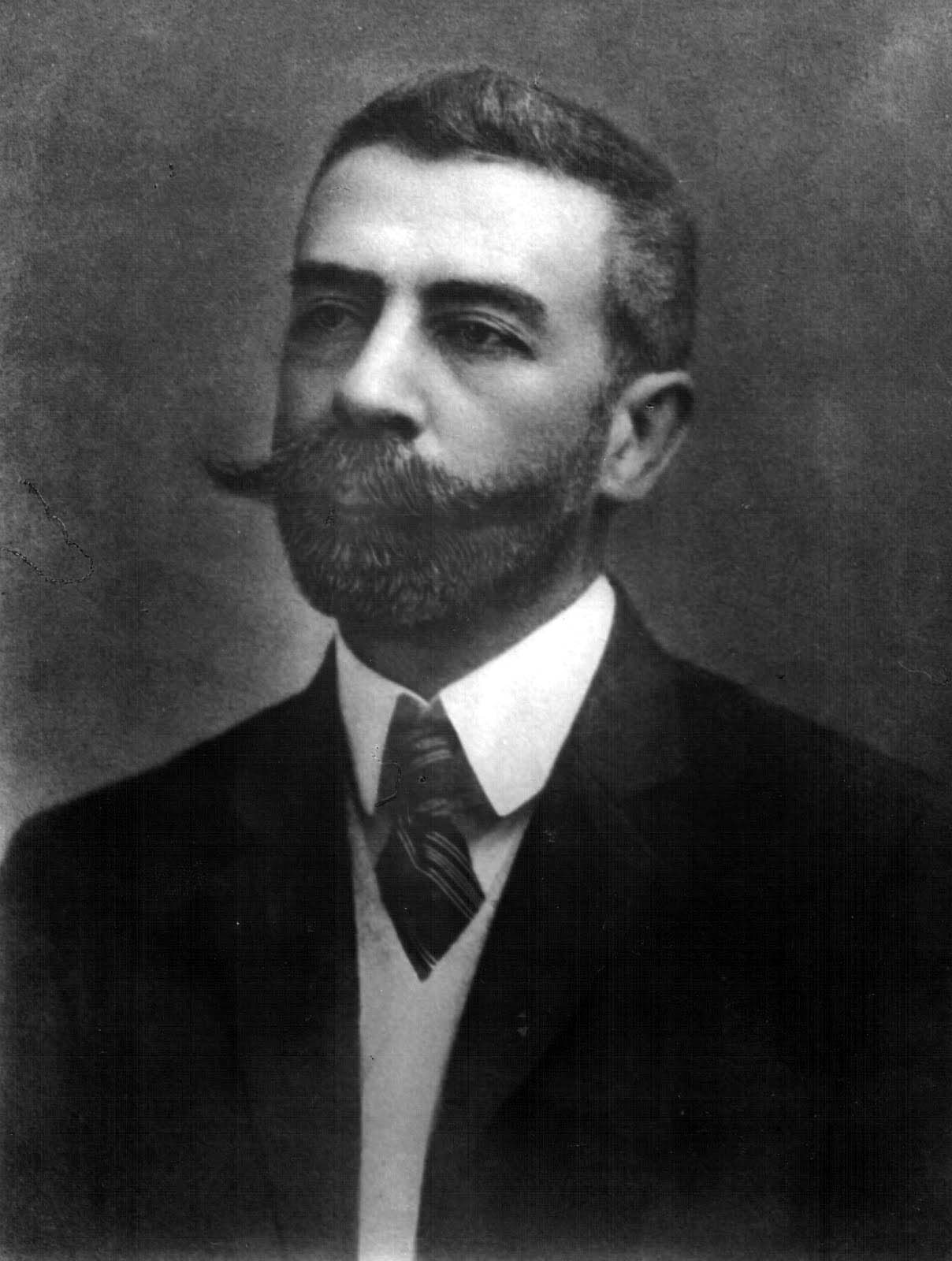
Joaquín Víctor González
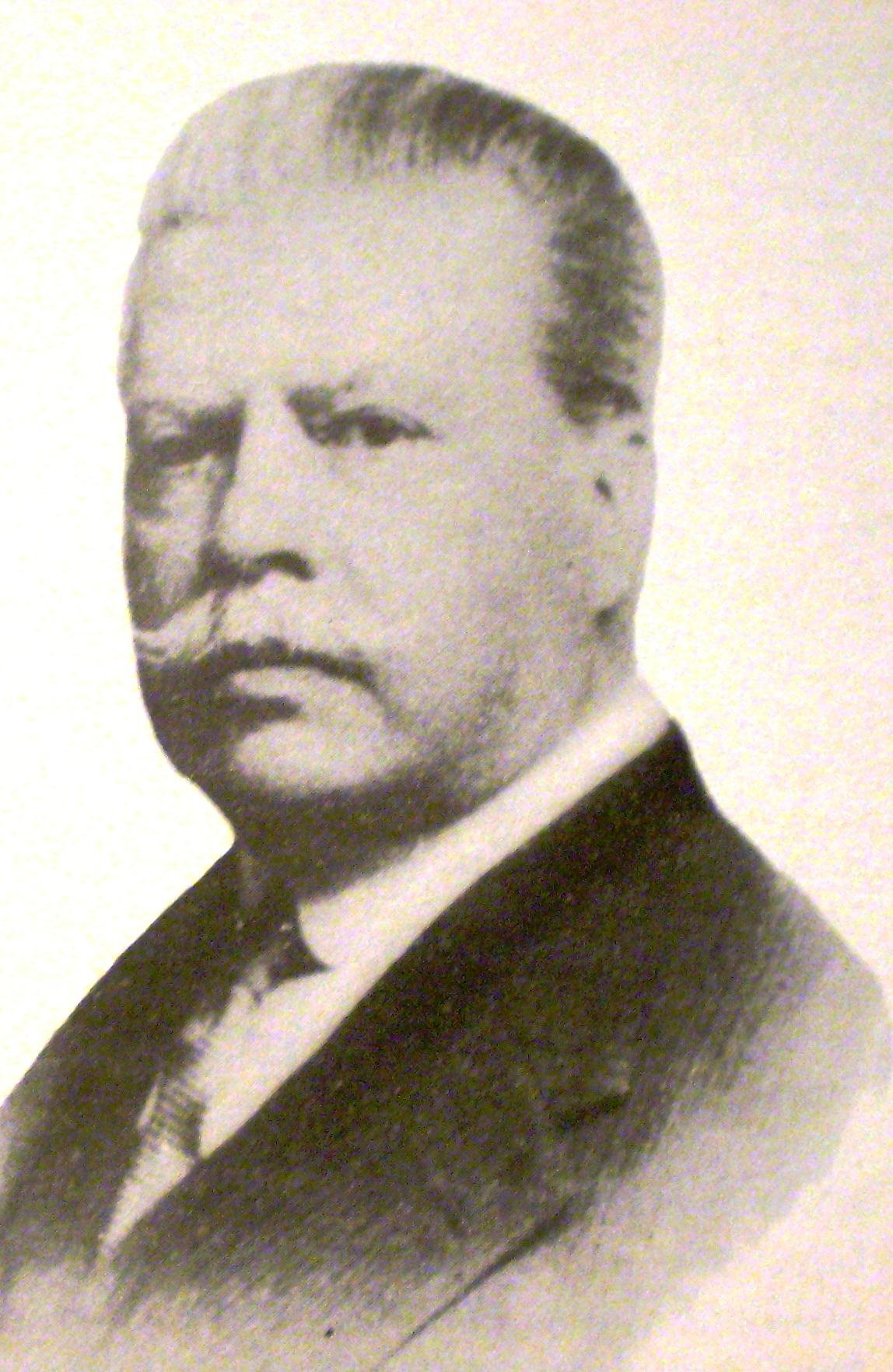
Carlos María Ocantos

La génération de 1880 renforce le côté européen et la suprématie culturelle de Buenos Aires. Le courant migratoire mélangeant les populations a accentué la transformation du « gros village » en une métropole cosmopolite. La poésie de cette période est lyrique : Leopoldo Díaz et Pedro Bonifacio Palacios dit Almafuerte (1854-1917). Ce dernier dépeint la vie des travailleurs dans des attaques passionnées envers les contradictions de la société contemporaine. Almafuerte  était aussi un enseignant et un journaliste, qui s’attira beaucoup de problèmes pour ses opinions et ses articles. 
Le genre des essais, assez récent, se développa à la fin du 19e siècle : José Manuel Estrada (1842-1894), Pedro Goyena (1843-1892) et Joaquín Víctor González (1863-1923).
Les œuvres de fictions oscillent entre problèmes sociaux et littérature traditionnelle. La tendance prédominante est à l'époque le réalisme, avec Miguel Cané (1851-1905) et son roman autobiographique Juvenilia (1884). D’autres écrivains sont influencés par le réalisme : Lucio Victorio Mansilla (1831-1913), Francisco Sicardi (1856-1927), Benito Lynch (1880-1951), Carlos María Ocantos (1860-1949). 
Le naturalisme fut également une tendance importante à la fin du siècle. Le naturalisme argentin était emmené par Eugenio Cambaceres (1843-1889) dans ses romans Sin rumbo et Música sentimental, presque oubliés aujourd’hui. Cambaceres était inspiré par la théorie de Zola à propos de l’approche naturaliste dans l’œuvre littéraire, avec cependant d’importantes différences. 
Julián Martel (1867-1896) et Antonio Argerich (1855-1940) avec ¿ Inocentes o culpables ? (1884) ajoutèrent une touche morale au naturalisme argentin.

### Modernes (1880-1920)

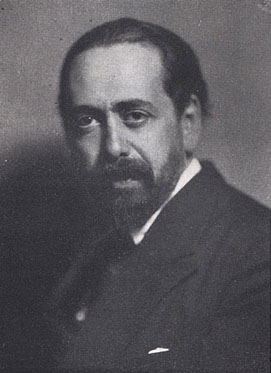
Oliverio Girondo
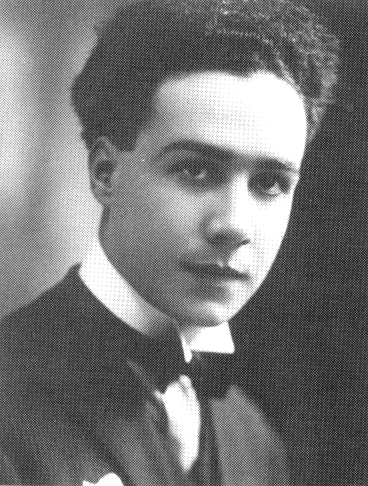
Leopoldo Marechal
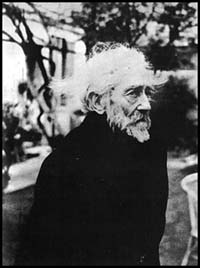
Macedonio Fernández
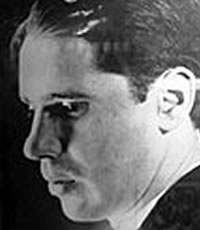
Raúl González Tuñón
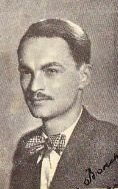
Carlos Carlino
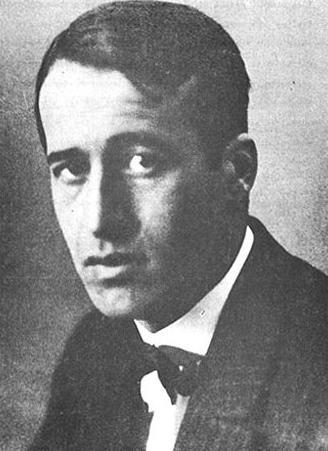
Ricardo Güiraldes
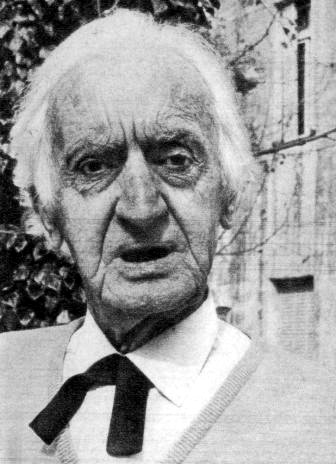
Elías Castelnuovo
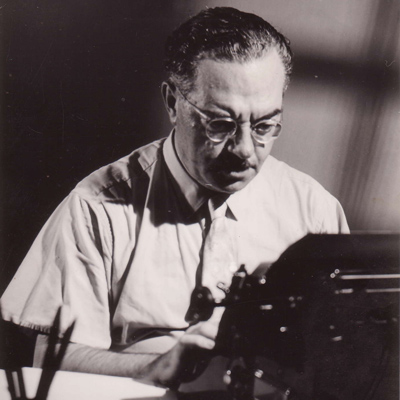
César Tiempo
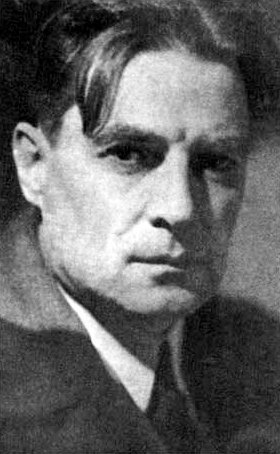
Roberto Arlt
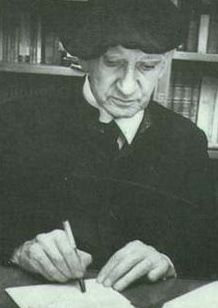
Leonardo Castellani

Vers la fin du XIXe siècle, sous l’impulsion du Nicaraguéen Rubén Darío, le modernisme est apparu dans la littérature sud-américaine. La préciosité de la manière et une forte influence du symbolisme résument ce genre nouveau, qui inspire Leopoldo Lugones (1874-1938), auteur de la première histoire argentine de science-fiction. La 1re génération vraiment moderne dans la littérature argentine est celle des Martinfierristas (vers 1922, du nom du poème Martin Fierro, de José Hernández). Le mouvement contribue à une doctrine intellectuelle dans laquelle un certain nombre de tendances se retrouvent : la tendance représentée par le Groupe de Florida, et de l’ultraïsme, avec Oliverio Girondo (1891-1967), Jorge Luis Borges (1899-1986), Leopoldo Marechal (1900-1970), Macedonio Fernández (1874-1952), Raúl González Tuñón (1905-1974) ; et la tendance du Groupe de Boedo, attirés par le réalisme russe, avec César Tiempo (1906-1980), Elías Catelnuovo (1893-1982). Ricardo Güiraldes (1886-1927), cependant, reste classique dans son style, donnant une nouvelle fraîcheur à la poésie gaucho et écrivant ce qui peut-être considéré comme un roman, Don Segundo Sombra (1926).

### PolémiqueFlorida-Boedo(1920)
Dans les années 1920 surgit la polémique Florida – Boedo, entre ce qui constituait le Groupe de Florida (es) et le Groupe de Boedo (es). Boedo était à cette époque un quartier prolétaire, et la calle Florida, la rue élégante de l’époque. Chacun des deux groupes avait une certaine image d’avant-garde. 

Le Groupe Florida avait surtout parmi ses membres des personnes de l’élite économique, et collaboraient pour la plupart à la revue Martín Fierro. Parmi eux se trouvent Jorge Luis Borges, Oliverio Girondo, Francisco Luis Bernárdez, Leopoldo Marechal, Macedonio Fernández et Eduardo González Lanuza. 

Le Groupe Boedo se proclamait lui anti-avant-gardiste, davantage concerné par les problèmes sociaux et économiques des classes de travailleurs, influencé par le modèle réaliste de la littérature russe. Bien qu’il ne déclara jamais son appartenance au Groupe Boedo, Roberto Arlt en était une figure principale. 

La polémique Florida – Boedo n’était pas seulement de nature économique, elle reflétait encore des façons différentes de concevoir la littérature et l’écriture : aussi bien pour les thématiques traitées, le langage utilisé ou la fonction sociale que chaque groupe assigne à la littérature et les modèles littéraires à suivre.

### Modernes (1920-1940)

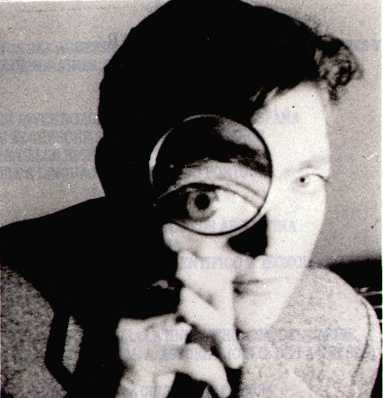
Julio Cortázar
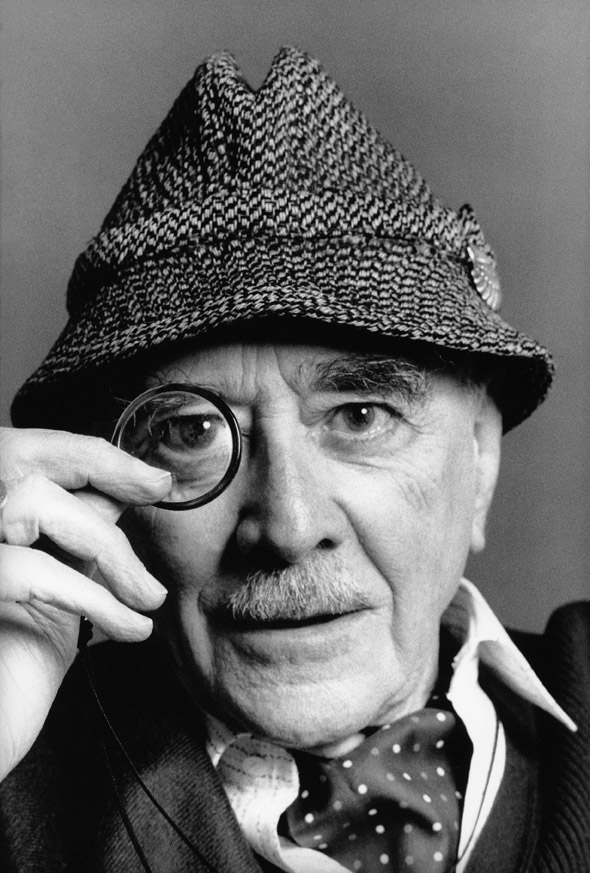
Manuel Mujica Láinez
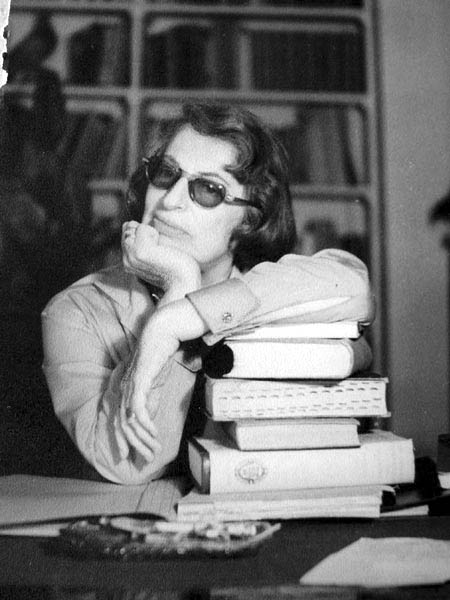
Silvina Ocampo
Adolfo Bioy Casares
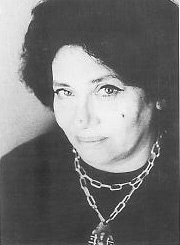
Olga Orozco
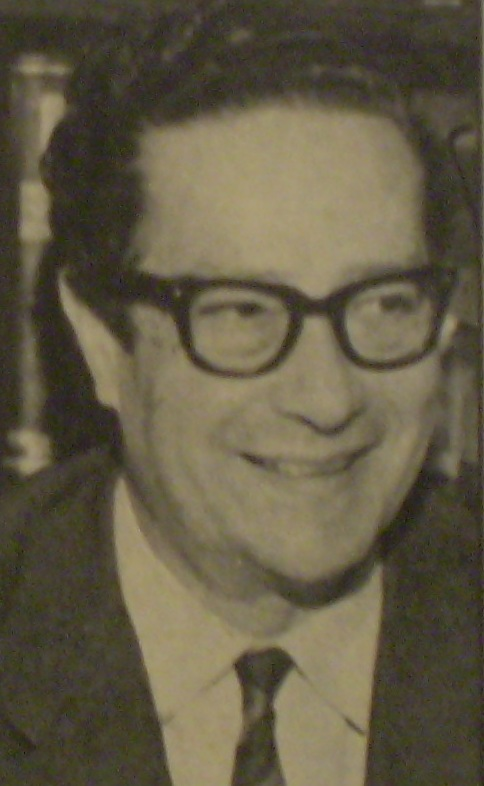
Abelardo Arias

Parmi de nombreux autres écrivain de la période, il faut signaler le nouvelliste Benito Lynch (1885–1951), les poètes novísimos (Arturo Cambours Ocampo, Carlos Carlino (1910-1981), José Portogalo (1904-1973)), les auteurs de fictions (Arturo Cerretani (1907-1986), Roberto Arlt (1900-1942), Luis Maria Albamonte (1911-1982), Luis Horacio Velázquez), les dramaturges (Roberto Valenti (1907-1958), Juan Oscar Ponferrada (1907-1990), Javier Villafañe (1909-1996)), et l'œuvre du jésuite Leonardo Castellani (1899-1981).
La Génération de 1937 reste centrée sur la poésie, où elle développe la description, la nostalgie et la méditation dans l'œuvre de Ricardo Molinari (1898-1996), Vicente Barbieri (1903-1956), Olga Orozco (1920-1999), León Benarós (1915-2012) et Alfonso Sola Gonzáles (1917-1975). 
Les écrivains de fiction souscrivent à l'idéalisme et au réalisme magique, avec María Granata, Adolfo Bioy Casares (1914-1999), Julio Cortázar (1914-1984), Silvina Ocampo (1903-1993)) ou à une forme plus subtile de réalisme avec Manuel Mujica Láinez (1910-1984), Ernesto López Castro (1902-?), Ernesto Sábato (1911-2011) et Abelardo Arias (1918-1991)) avec quelques touches urbaines, comme ainsi que la littérature folklorique (Joaquín Gómez Bas (1907-1984) et Roger Plá).

### Néo-humanisme, existentialisme et autres influences (1950-)

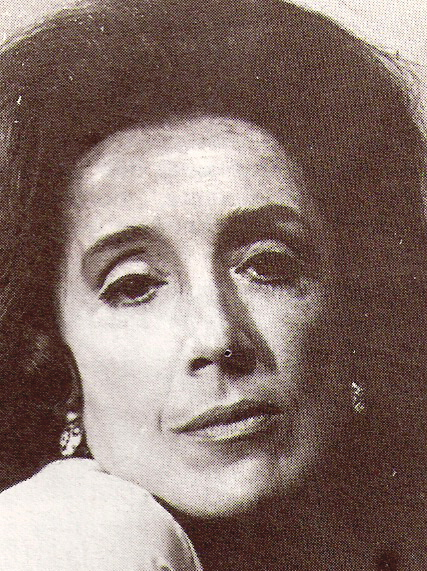
Marta Lynch
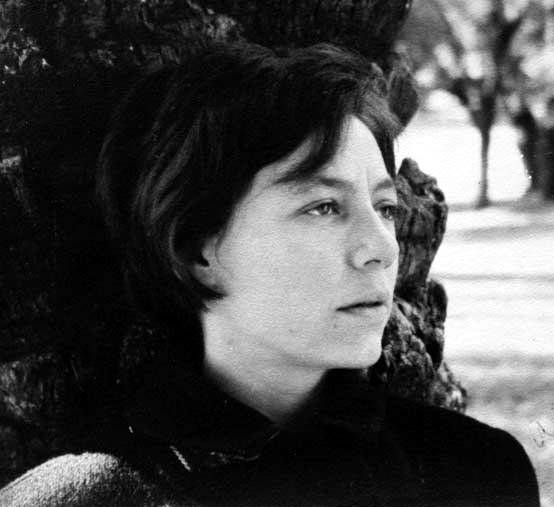
Alejandra Pizarnik
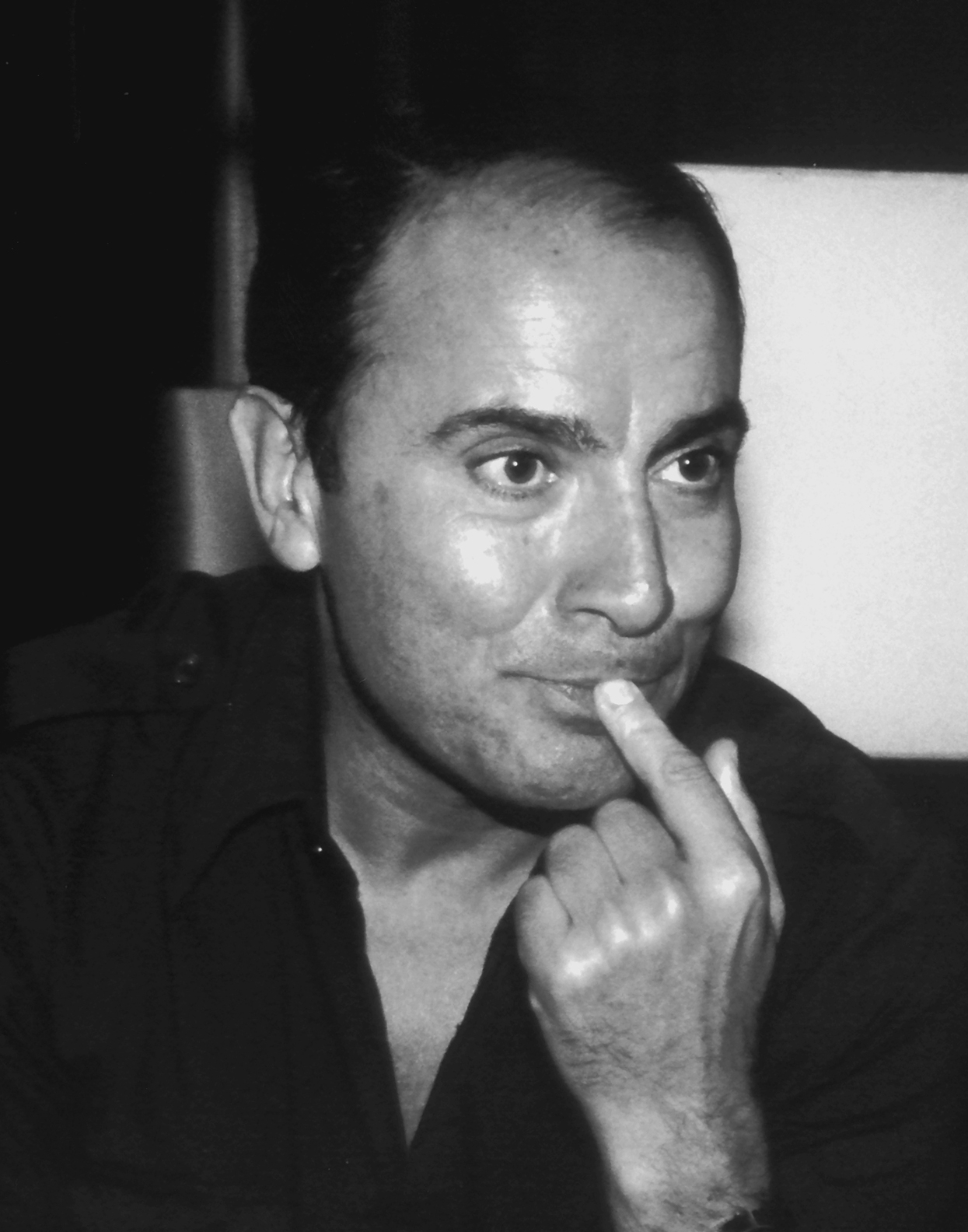
manuel Puig
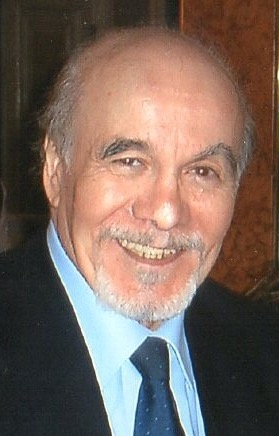
Abelardo Castillo
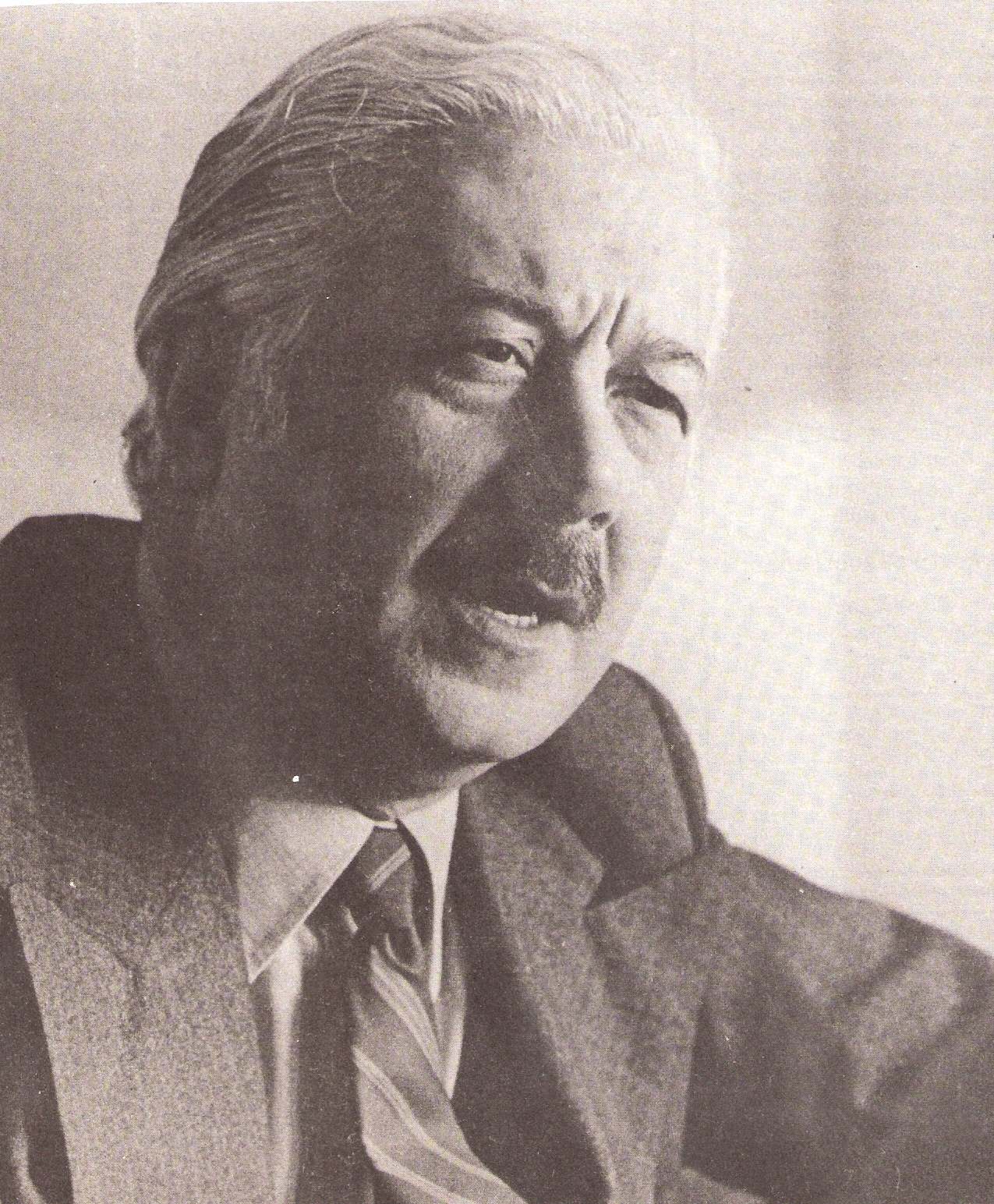
Marco Denevi

En 1950, un autre courant important apparaît : le néo-humanisme, réponse à la  Seconde  guerre mondiale et ses répercussions. D’un côté les avant-gardistes comme Raúl Gustavo Aguirre (1927-1983), Edgar Bayley (1919-1990), Julio Llinás (1929-2018) ; d’un autre les existentialistes : José Isaacson (1922-), Julio Arístides, Miguel Ángel Viola. Ailleurs encore se trouvent ceux qui concilient les 2 côtés dans une tendance régionaliste : Alfredo Veiravé, Jaime Dávalos, Alejandro Nicotra. D’autres écrivains de fictions ont laissé un testament de cette époque : Beatriz Guido, David Viñas, Marco Denevi, Silvina Bullrich. Chez une majorité des écrivains, une forte influence de la poésie anglo-saxonne et italienne peut être perçue. 
Le boom latino-américain des années 1950-1960 bouleverse la littérature latino-américaine et lui ouvre le public international.
Une nouvelle tendance émerge dans les années 1960, et s’est poursuivie jusqu’aux années 1990, avec des influences hétérogènes tel que Jean-Paul Sartre, Albert Camus, Paul Éluard, certains écrivains espagnols comme Camilo José Cela, ou des écrivains argentins plus anciens comme Borges, Arlt, Cortázar et Marechal. 
Deux tendances sont en évidence : le traçage du temps métaphysique et l’historicité (Horacio Salas (1938-2020), Alejandra Pizarnik (1936-1972), Ramón Plaza) d’une part, l’examen de la confusion urbaine et sociale d’autre part (Abelardo Castillo (1935-2017), Marta Lynch (1925-1985), Manuel Puig (1932-1990), Alicia Steimberg).

### Les sombres heures de la dictature militaire

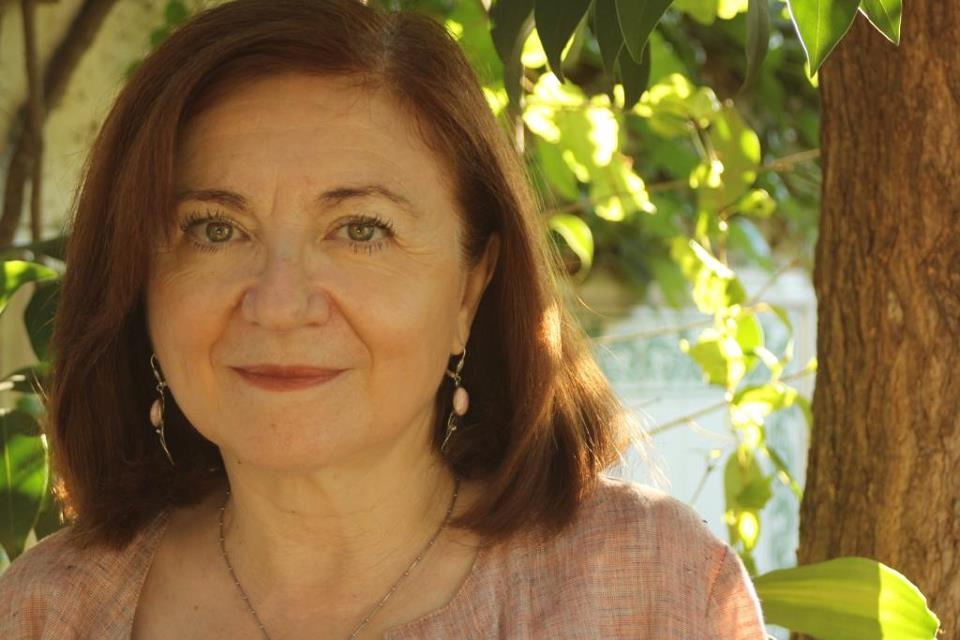
María Rosa Lojo (en)
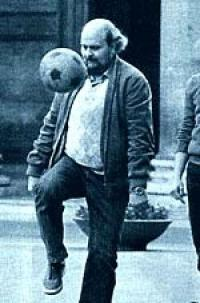
Osvaldo Soriano
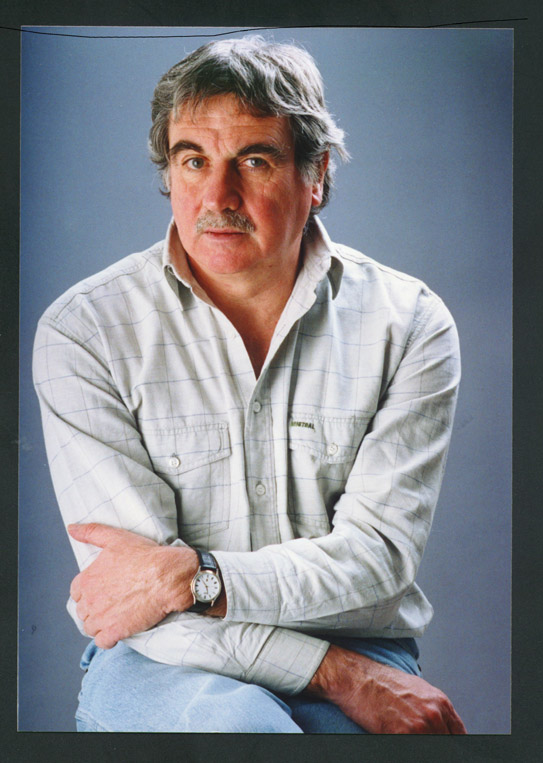
Fernando Sorrentino
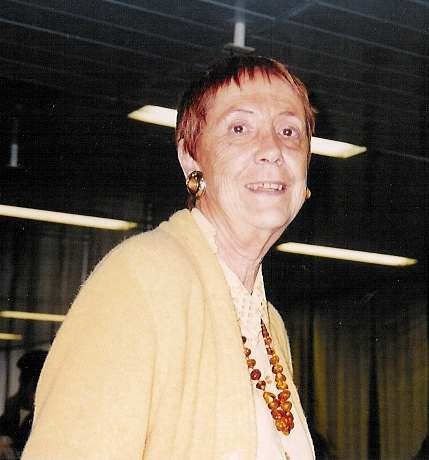
Angélica Gorodischer

Les années 1970 sont une sombre période pour la création intellectuelle en Argentine. Le signe de cette époque est l’exil (Juan Gelman, Antonio Di Benedetto) ou la mort (Roberto Jorge Santoro (en) (1939-1977), Haroldo Conti, Rodolfo Walsh). Les journalistes littéraires restant, comme Liliana Heker, voilent leurs opinions dans leurs travaux. Certains journalistes (Rodolfo Walsh), poètes (Agustín Tavitián et Antonio Aliberti), écrivains de fictions (Osvaldo Soriano (1943-1997), Fernando Sorrentino (1942-), Angélica Gorodischer (1928-2022)), et essayistes (Ricardo Herrera, María Rosa Lojo (1954-)) se démarquent et renouvellent le champ des idées éthiques et esthétiques.
Durant la dictature militaire en Argentine (1976-1983), le Centre d'édition d'Amérique latine (CEAL, 1966-1995) réalise un formidable travail d'édition (5000 titres), malgré la répression : Collections du CEAL.

### Années 1984-2000

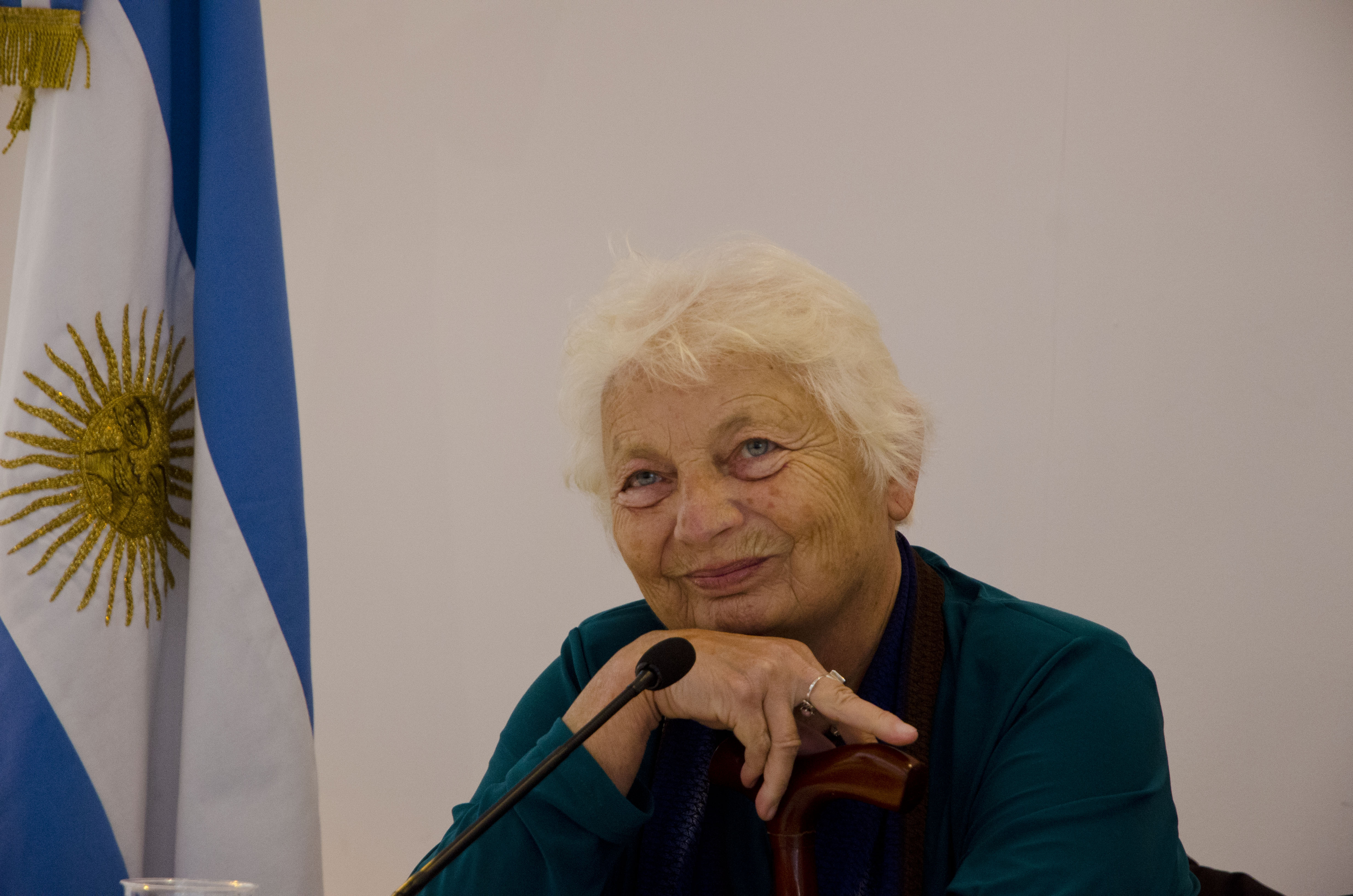
Diana Bellesi
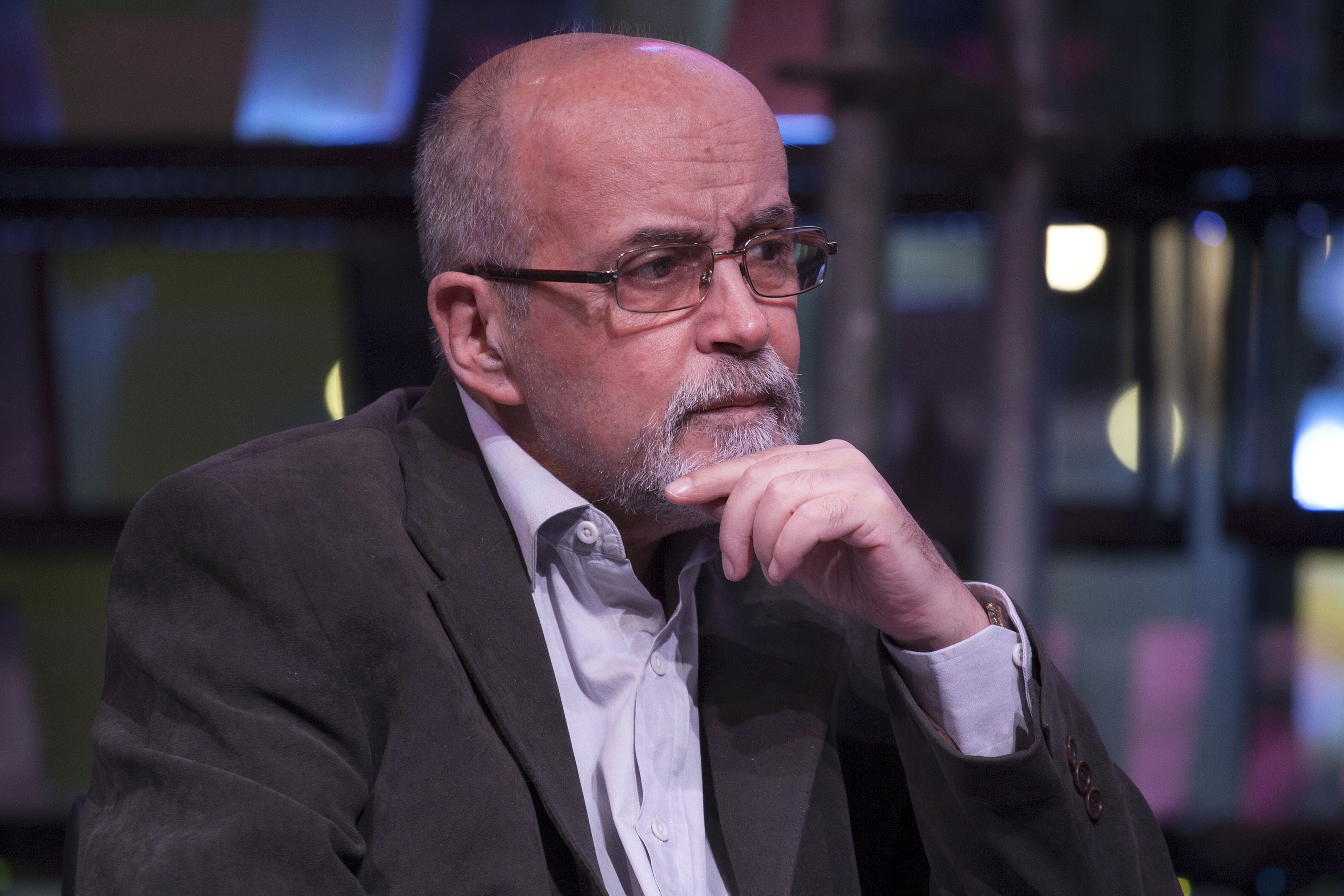
Jorge Aulicino
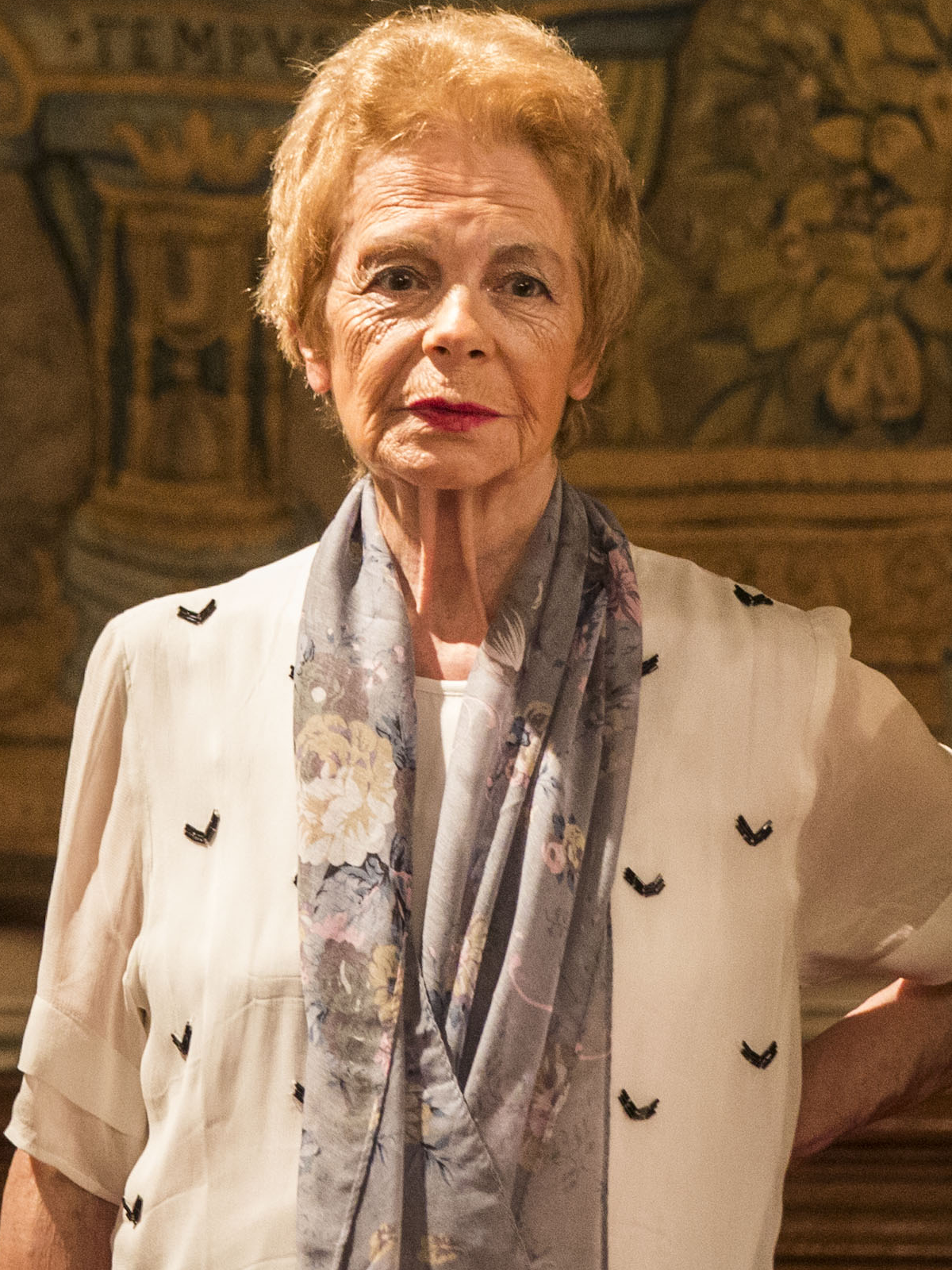
Hebe Uhart
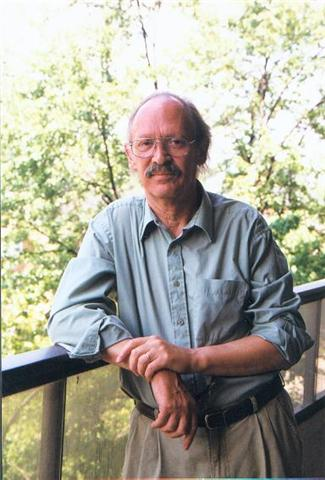
Pablo Urbanyi
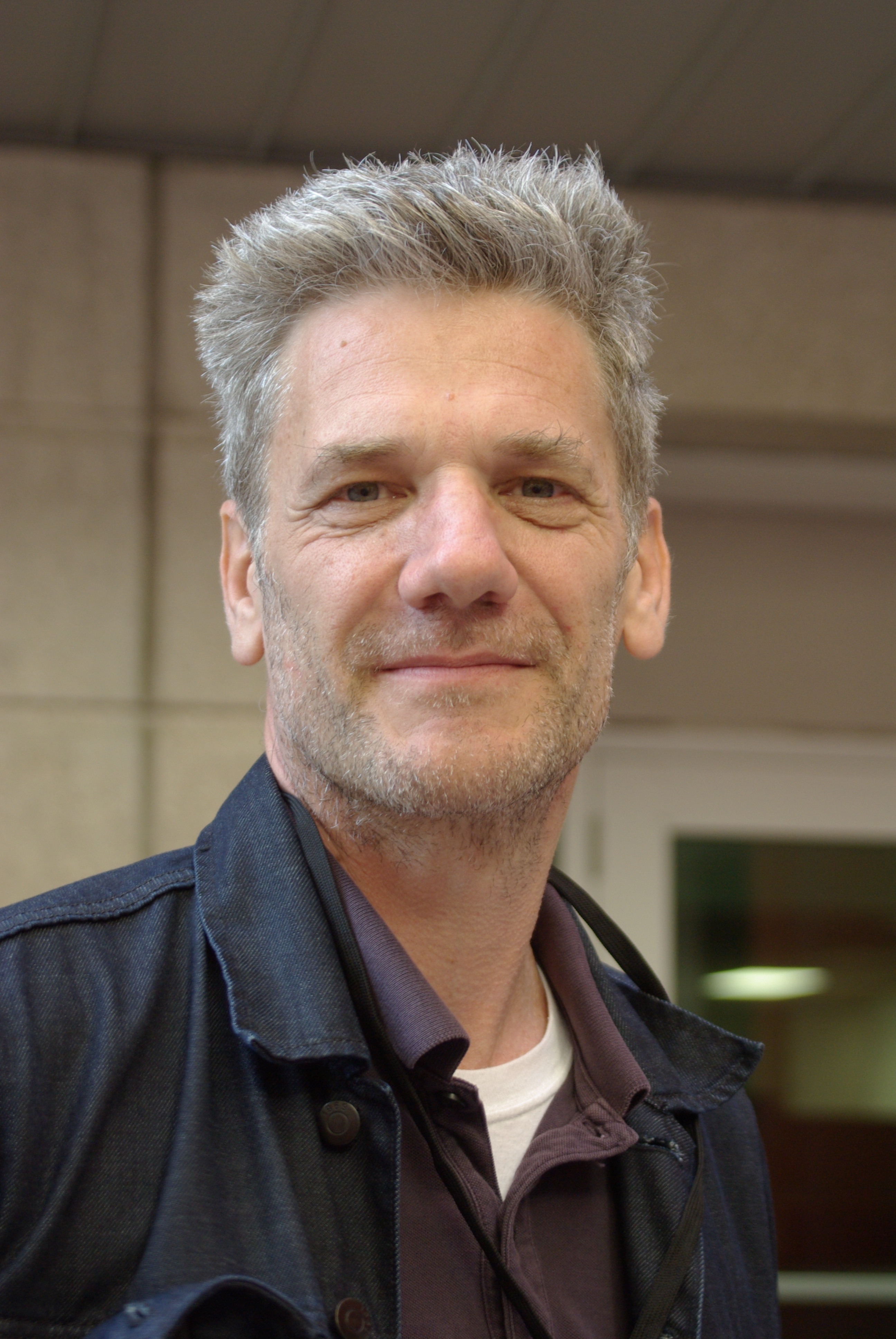
Alan Pauls
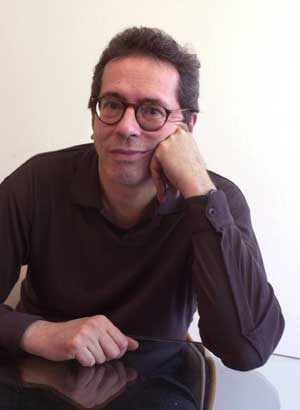
Cesar Aira
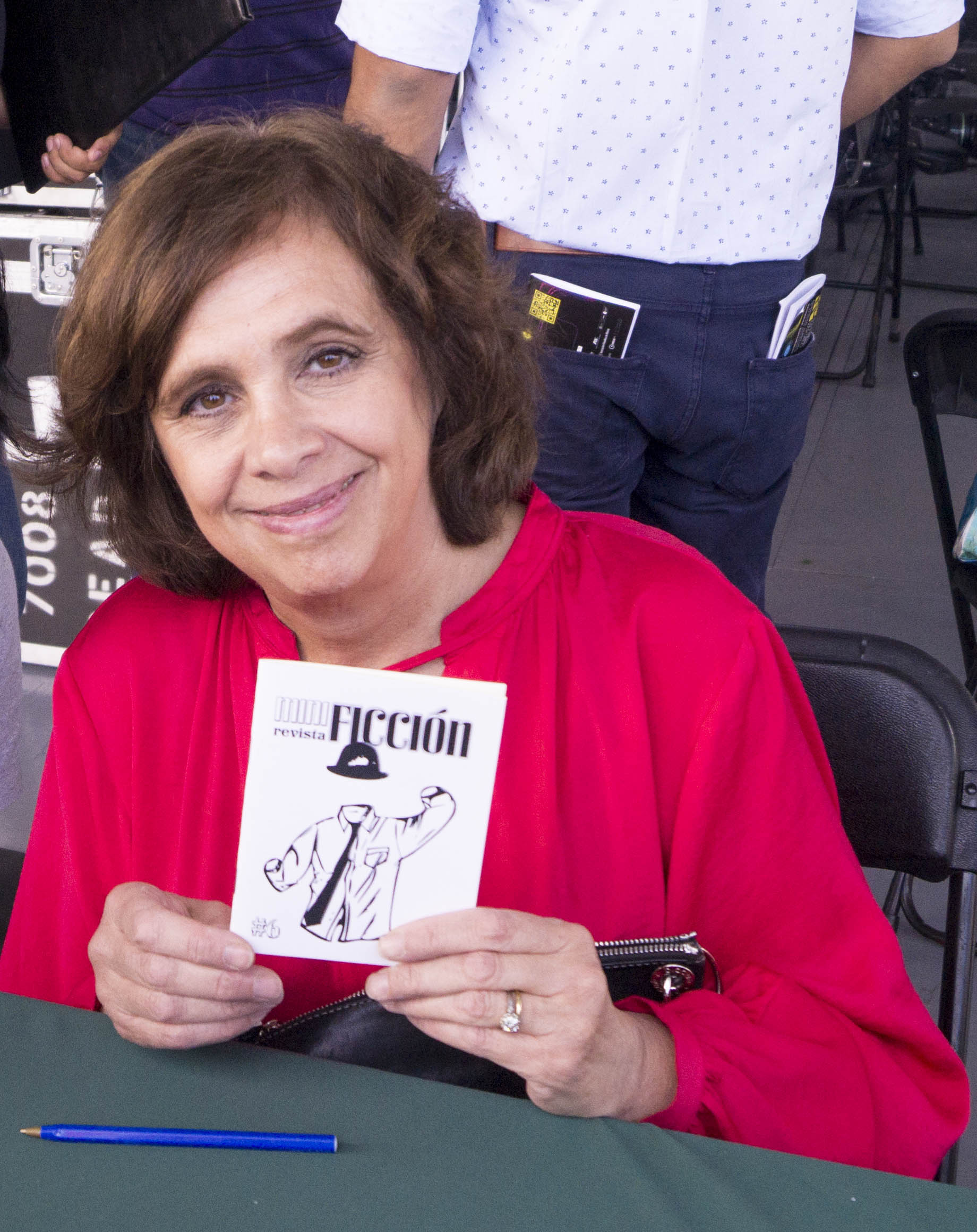
Ana María Shua
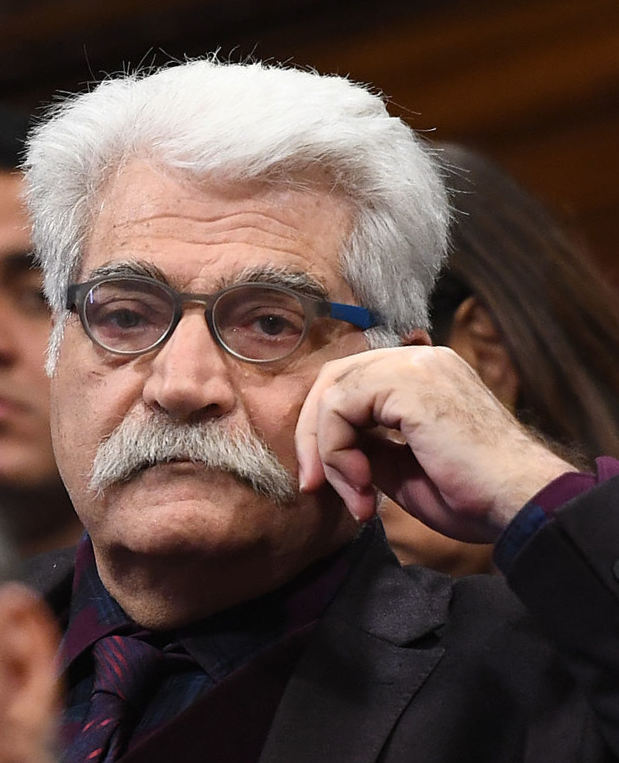
Jorge Asís
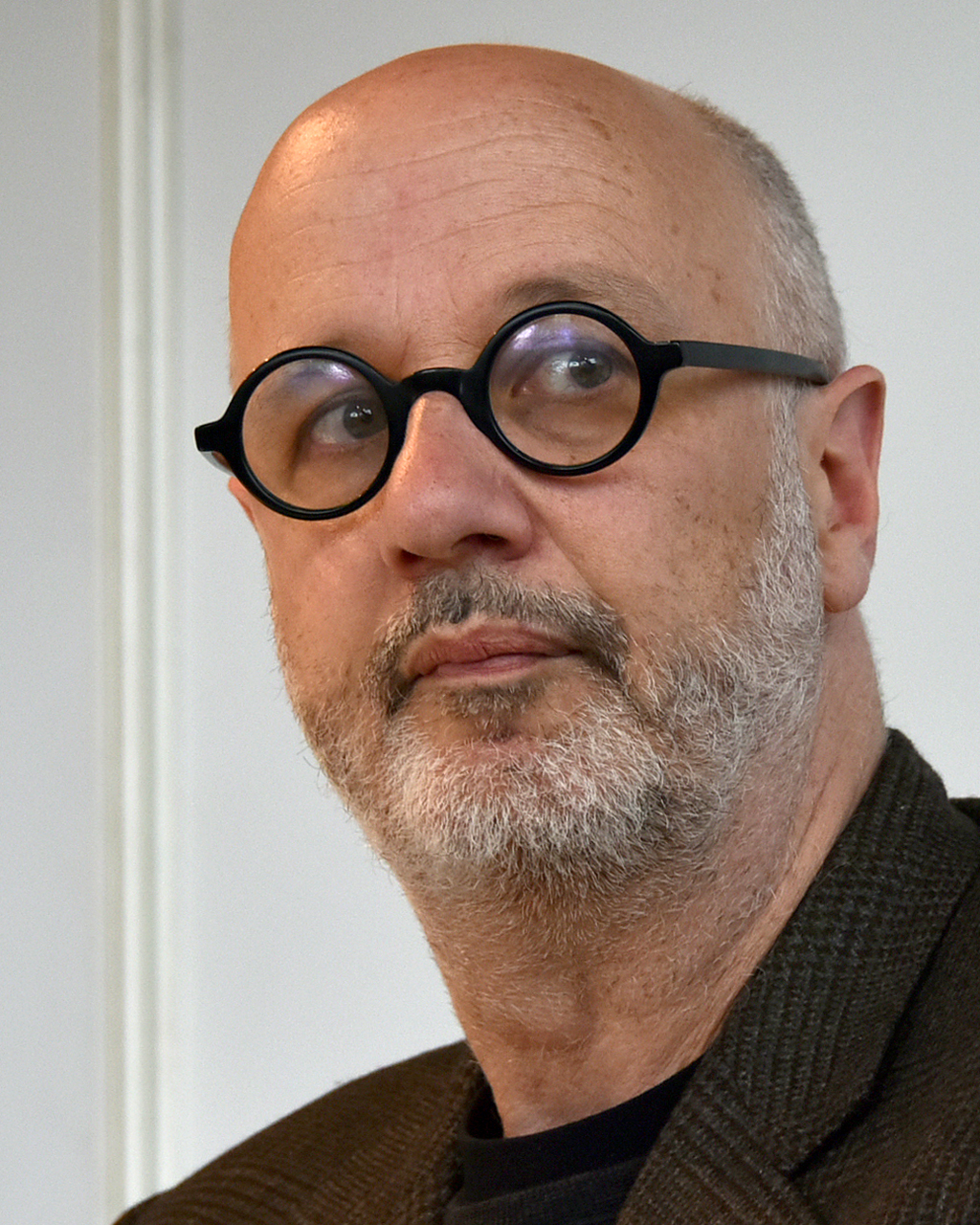
Rodrigo Fresán

La fin de la dictature militaire marque un nouvel essor littéraire.
Le récit met en lumière des noms tels que Daniel Moyano (1930-1992), Ricardo Piglia (1941-2017), Manuel Puig (1932-1990), Hebe Uhart (1936-2018), Antonio Di Benedetto (1922-1986), Juan Martini (1944-2019), César Aira (1949-), Juan José Saer (1937-2005), Carlos Catania, Julio Carreras (1949-), Antonio Dal Masetto (1938-2015), Alan Pauls (1959-), Ana María Shua (1951-), Rodolfo Fogwill (1941-2010), Pablo Urbanyi (1939-), Alicia Steimberg (1933-2012), Luisa Valenzuela (1938-), Alberto Laiseca (1941-2016), Osvaldo Soriano, Luisa Futoransky (1939-), Jorge Asís (1946-), Héctor Tizón (1929-2012), Rodrigo Fresán (1963-), Mempo Giardinelli (1947-), Alicia Koznameh (1953-) , Reina Roffé, Cristina Feijóo, Rodolfo Rabanal (1940-2020), Susana Szwarc (1952-), Jorge Torres Zavaleta, Juan Carlos Boveri, Leopoldo Brizuela (1963-2019), Salvador Benesdra (1952-1996), Guillermo Martínez (1962-)...
Et se révèlent des poètes tels que Celia Gourinski, Arturo Carrera (1948-), Néstor Osvaldo Perlongher (1949-1992), Ricardo Zelarrayán (1922-2010), Susana Thénon (1935-1991), Irene Gruss (1950-2018), Cristina Piña, Diana Bellessi (1946-), Jorge Aulicino (1949-), Javier Adúriz (1948-2011), Ruth Mehl (1932-2010), Santiago Sylvester (1942-), Horacio Castillo (1934-2010), María del Carmen Colombo, Rafael Roldán Auzqui, Elsa Bornemann (1952-2013), Edgar Brau, Aníbal Cristobo (1971-), etc.

### Période contemporaine, depuis 2000

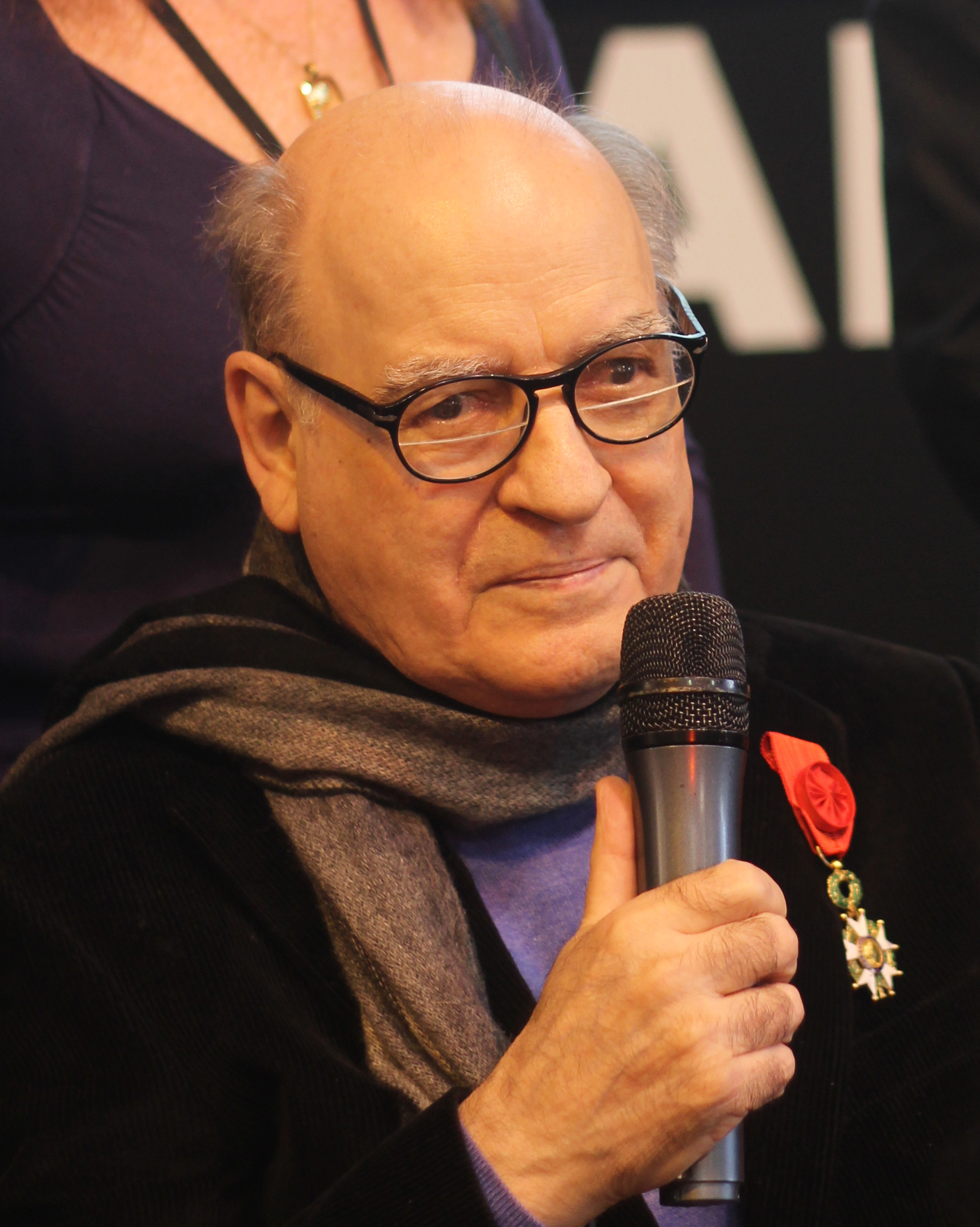
Quino
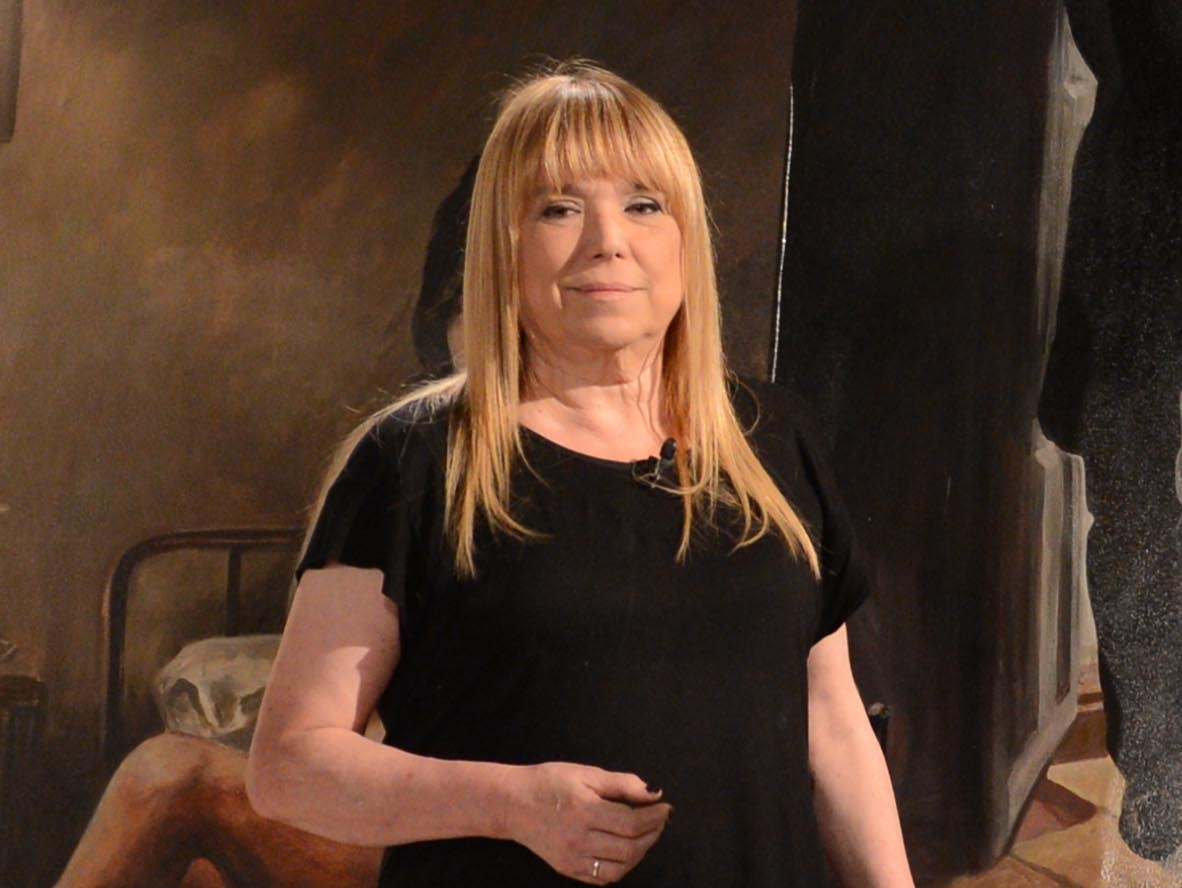
María Moreno (es)
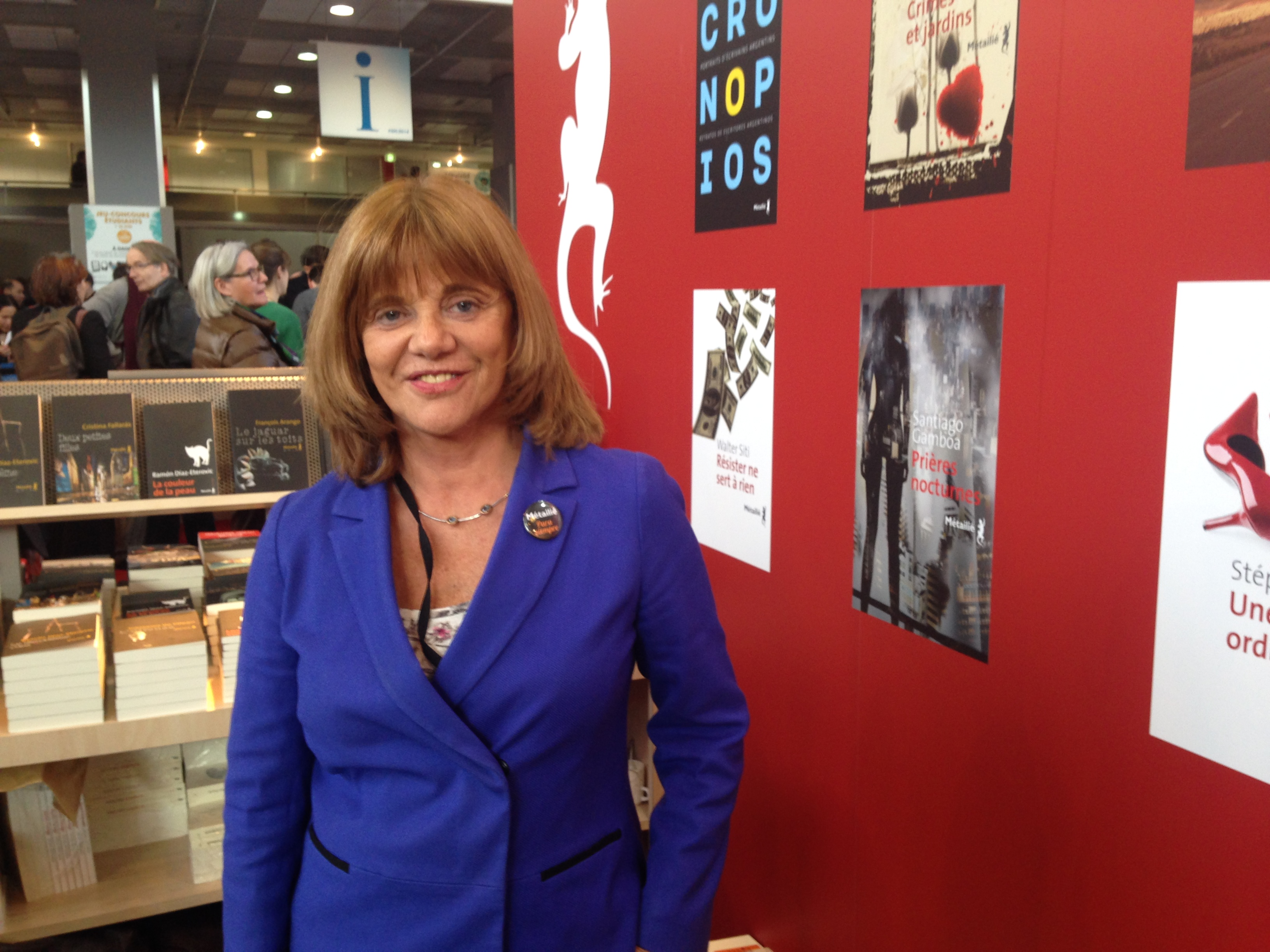
Elsa Osorio
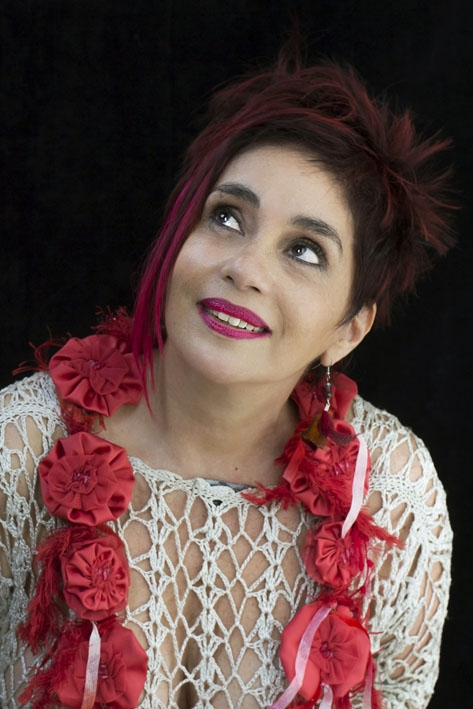
Graciela Aráoz (es)
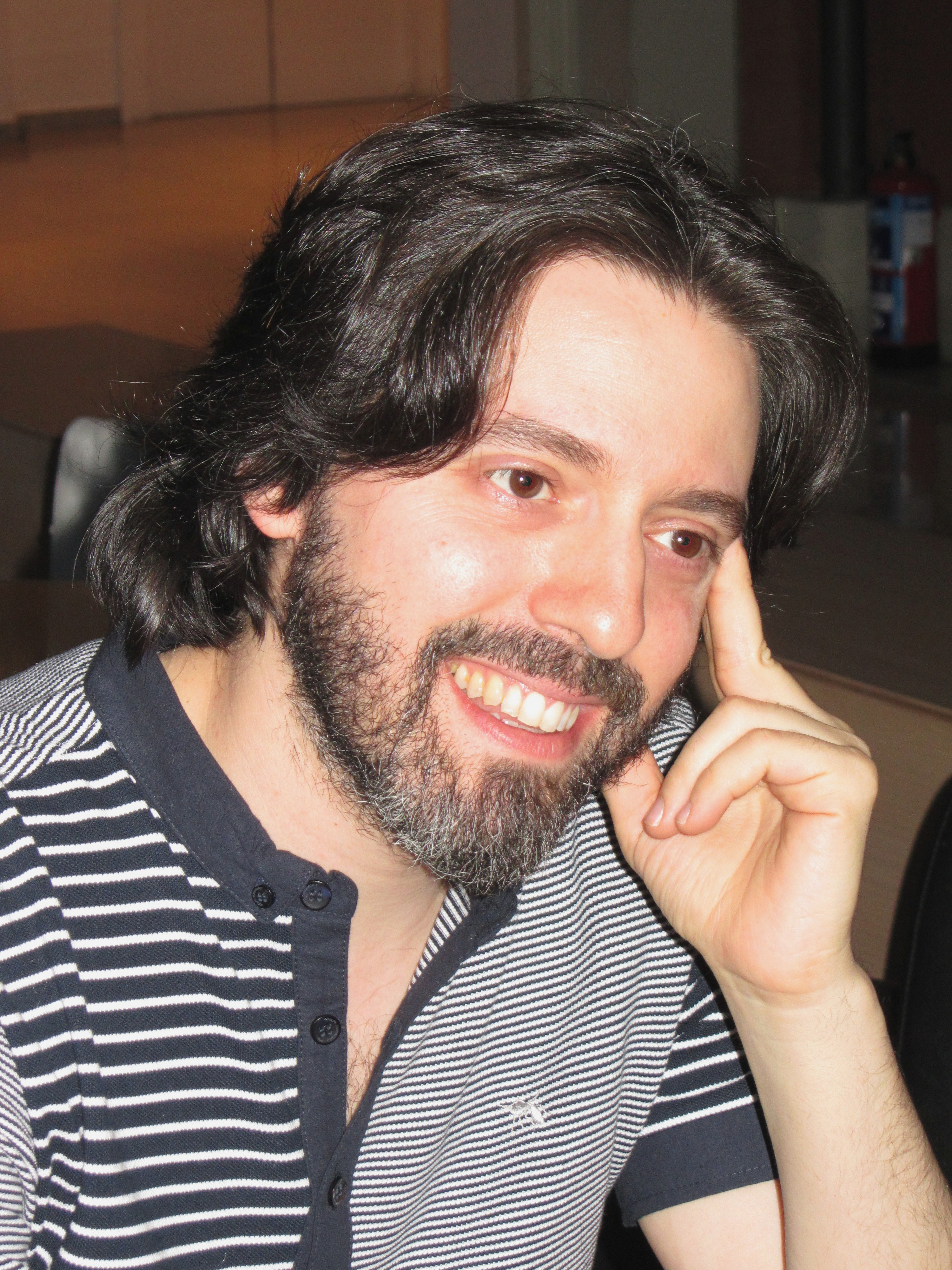
Andrés Neuman
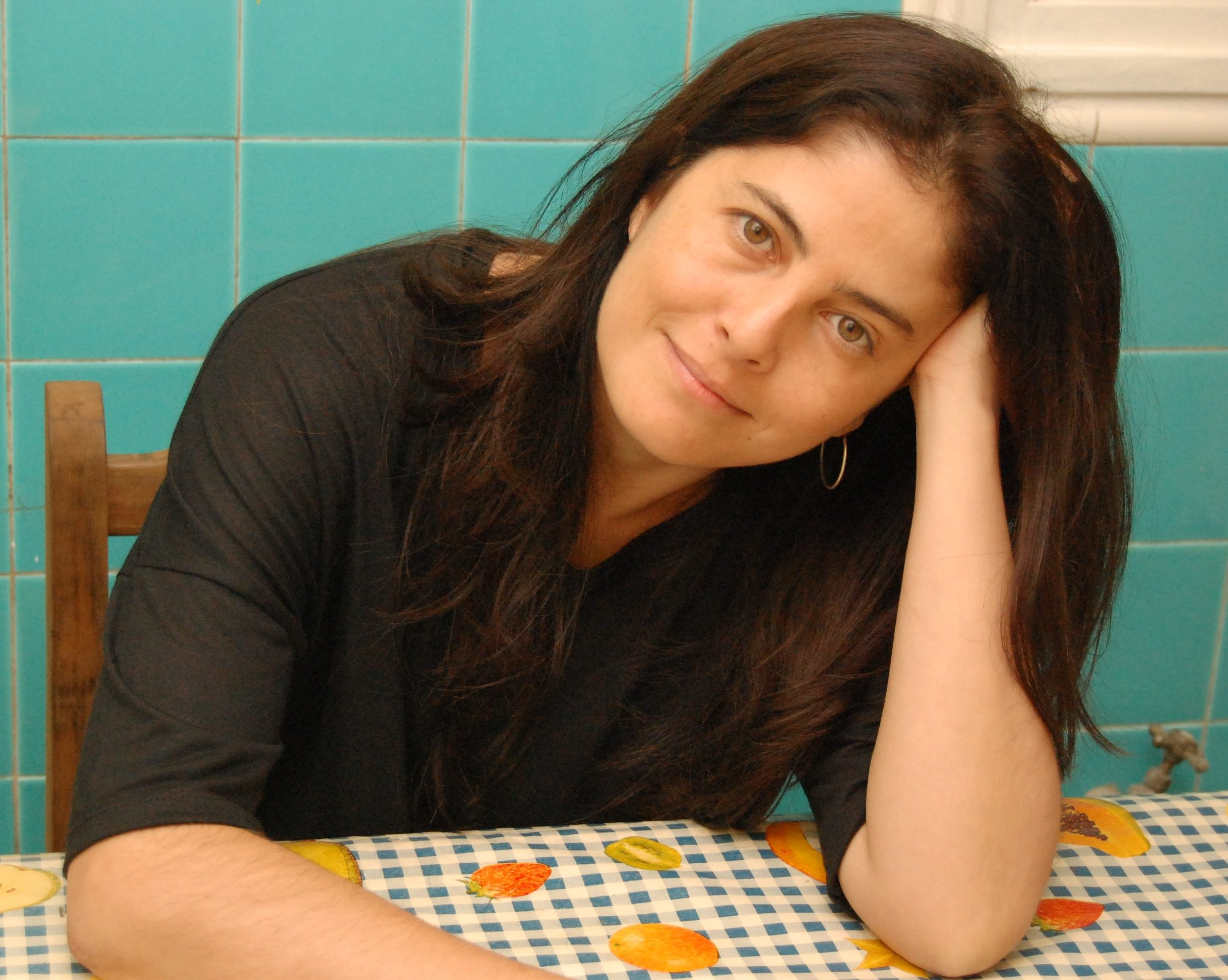
Selva Almada
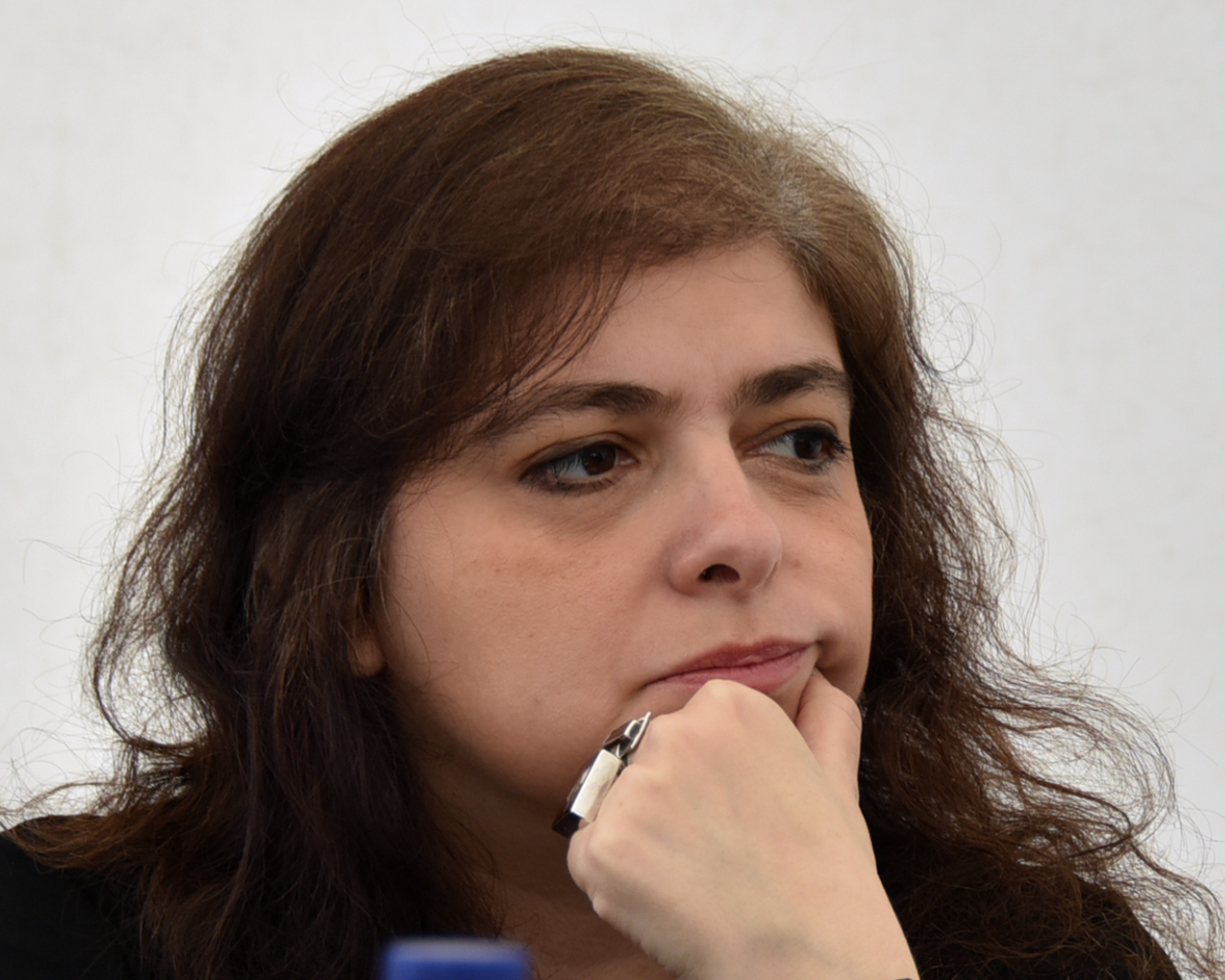
Mariana Enríquez
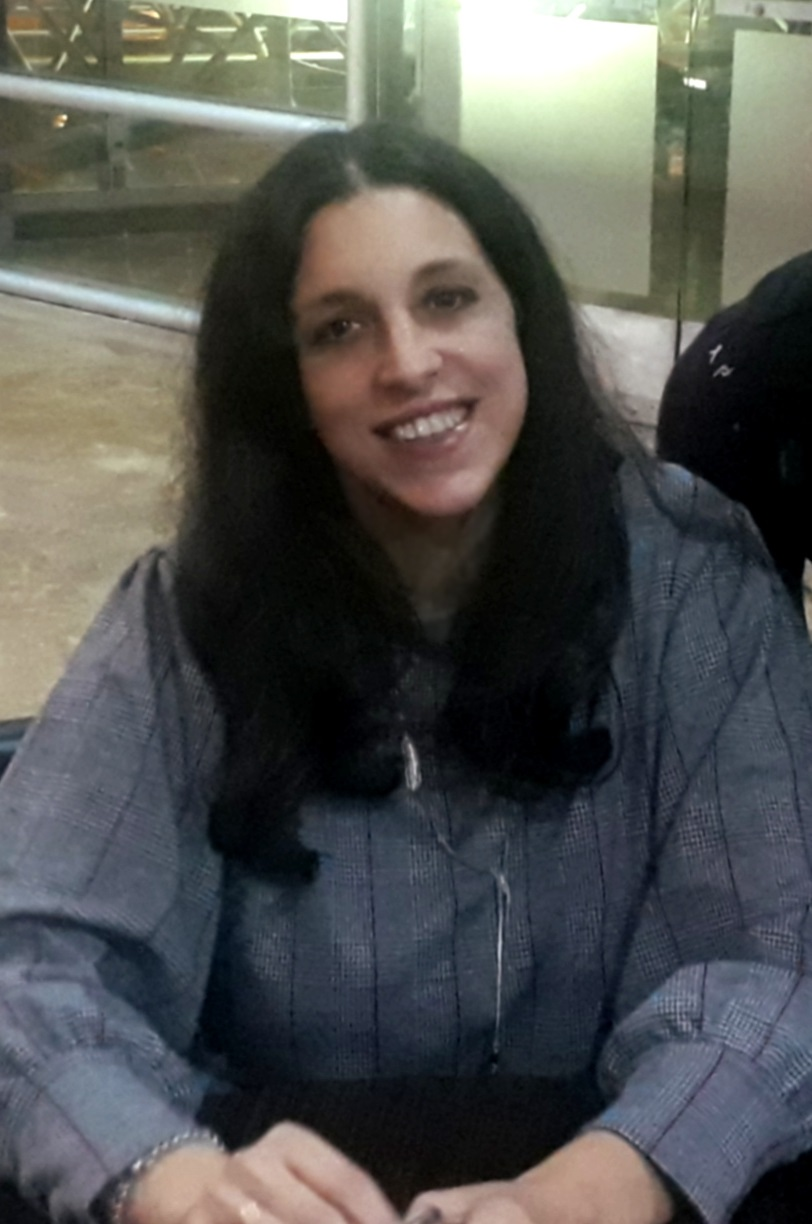
Ariana Harwicz
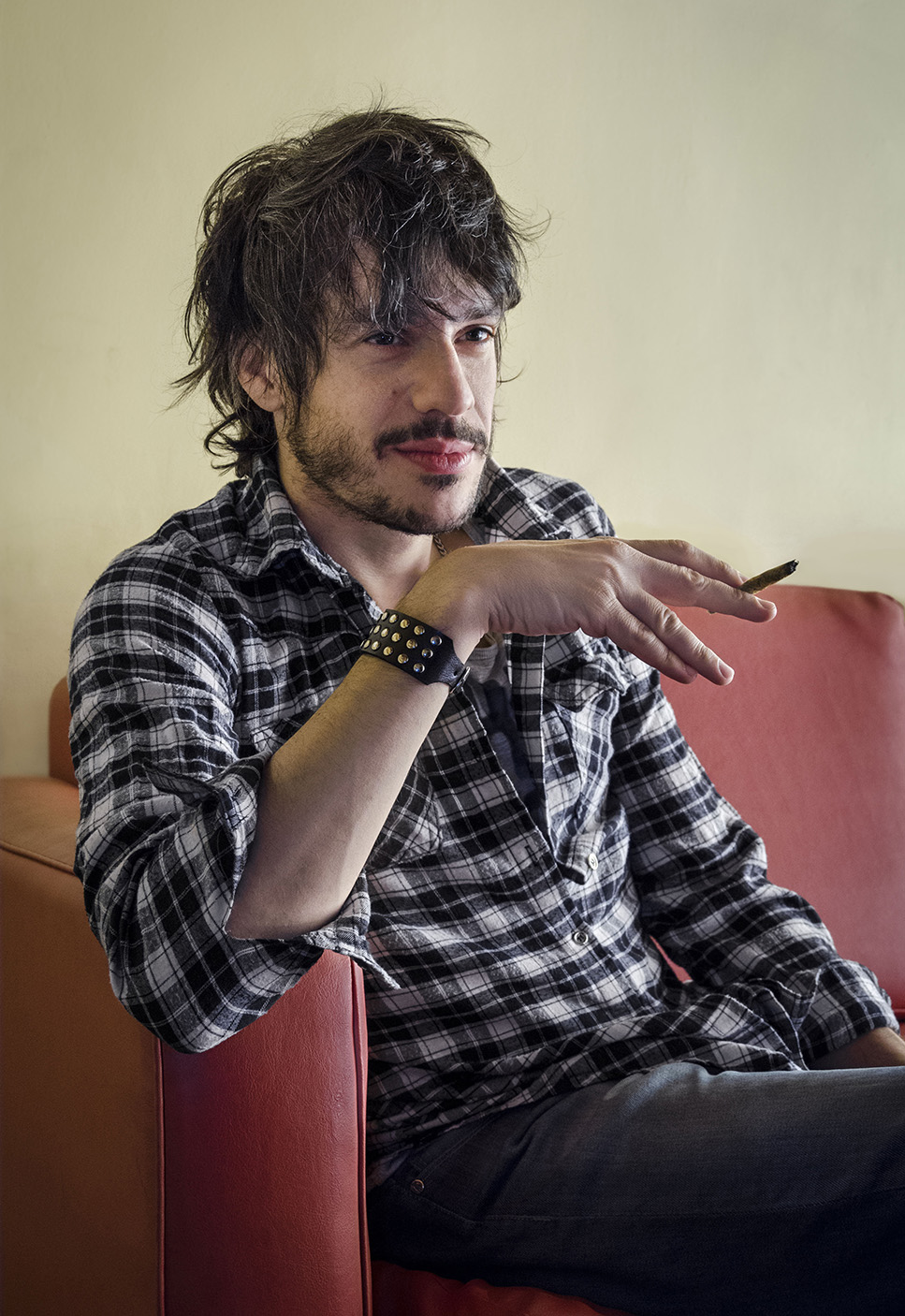
Enzo Maqueira (es)
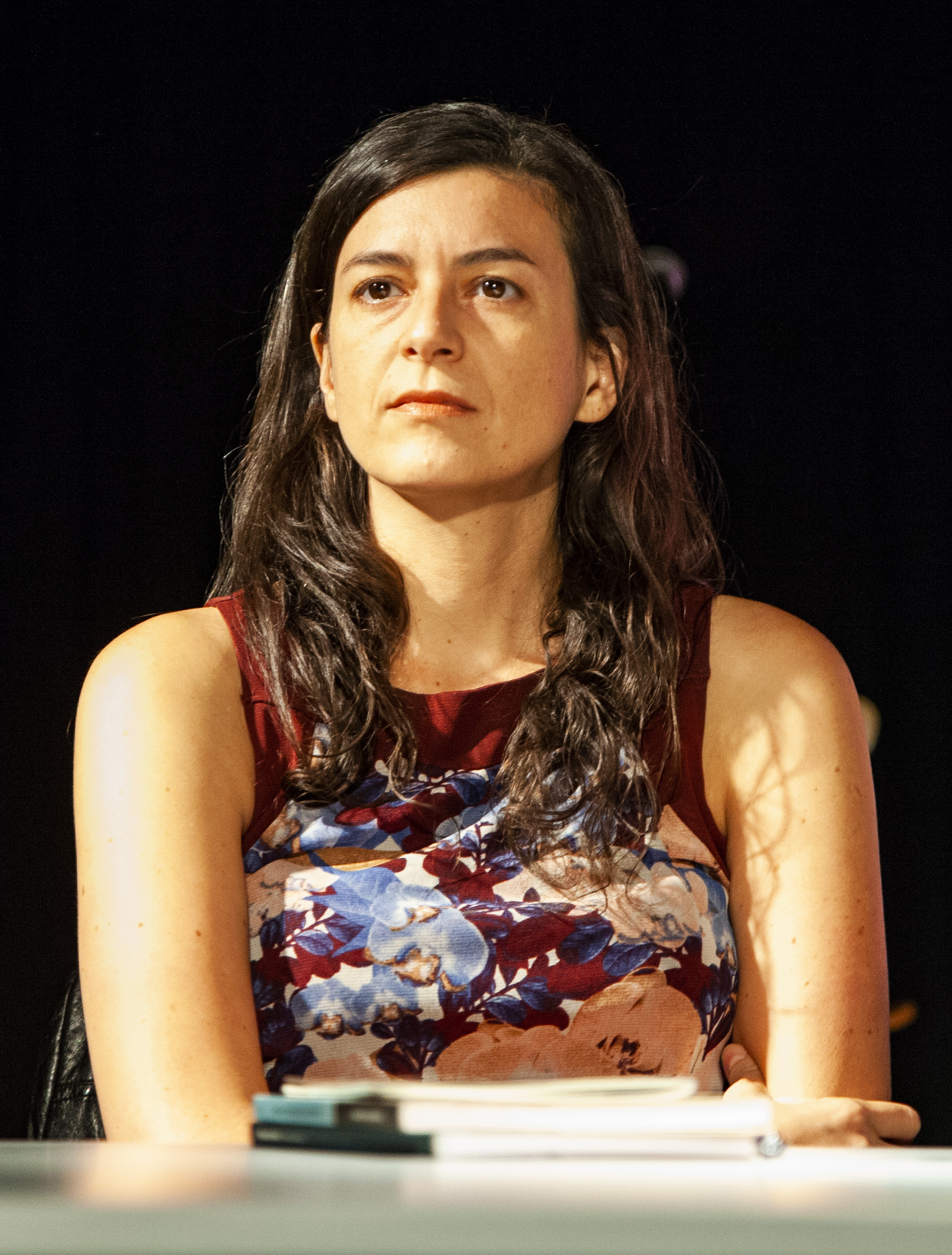
Samanta Schweblin

Les années 2000 confirment ou révèlent :
María Moreno (es) (1947-)
Guillermo Martínez (1962-), Fernanda García Lao (1966-), Gabriela Cabezón Cámara (1968-)
Pedroi Mairal (es) (1970-), Selva Almada (1973-), Leonardo Oyola (es) (1973-), Mariana Enríquez (1973-), Agustina Bazterrica (1974-), Patricio Pron (es) (1975-), Hernán Ronsino (1975-), Oliverio Coelho (es) (1977-), Ariana Harwicz (1977-), Pablo Katchadjian (1977-), Federico Falco (es) (1977-), Enzo Maqueira (es) (1977-), Pola Oloixarac (1977-), Samanta Schweblin (1978-), Luciano Lamberti (es) (1978-).
La littérature argentine est à l'honneur en 2011 au Salon du livre de Paris, la ville de Buenos Aires étant l'un des cinq axes choisis après avoir été élue Capitale mondiale du livre 2011 par l'UNESCO « en reconnaissance de sa politique de la lecture ». 

À l'occasion de ce Salon du livre de Paris 2011 sont invités une vingtaine d'auteurs argentins contemporains parmi lesquels Laura Alcoba (1968-), Graciela Aráoz (es), Eduardo Berti (1964-), Luisa Futoransky (es) (1939-), María Kodama (1937-), Quino (1932-2020), Elsa Osorio (1952-), Andrés Neuman (1977-).

## Revues littéraires
En Argentine, les revues littéraires furent cruciales dans la diffusion des nouveaux écrivains, intellectuels et académiques, en plus d’être un point de rencontre pour l’échange de différentes perspectives de chacun sur la littérature elle-même ou sur les positionnements politiques en relation avec les modèles littéraires. 
Quelques-unes des revues principales passées : 
- Revue Prisma - 1921-1922 (2 numéros)
- Revue Martín Fierro - 1924-1927
- Revue Sur - 1931-1992 (371 numéros)
- Contra. La revista de los francotiradores - 1933-1933 (6 exemplaires)
- Contorno (revista) - 1953 - 1959 (10 exemplaires)
- Revue Punto de Vista - 1978
- Crisis - 1973-1976
- Puro Cuento - 1985-1992

Autres : Dorem Amerike, Primera Plana, Zone (magazine)
- Revues littéraires argentines (es)

## Auteurs
- Liste alphabétique d'écrivains argentins (en)
- Écrivains argentins par genre
  - Dramaturges argentins, Romanciers argentins
  - Liste de poètes argentins (en), Poètes argentins (classés) (en)
  - Écrivains argentins de science-fiction
  - Écrivains argentins de fantastique
- Liste alphabétique d'écrivaines argentines (en), Femmes de lettres argentines
- Membres de l'Académie Argentine des Lettres (es)

## Œuvres
- Œuvres littéraires argentines par genre
- Les Cent Meilleurs Romans en espagnol du XXe siècle
- Liste d'œuvres littéraires traitant des dictatures militaires dans les pays latino-américains au XXe siècle
- Livres littéraires argentins (en)
  - Operación Masacre (en) (1957)

## Institutions
- Académie argentine des Lettres (es) (AAL, 1913)
- Académie nationale des beaux-arts d'Argentine
- Sociedad Argentina de Escritores (SADE)
- Centro Editor de América Latina (es)
- Ediciones del Bosque
- Prix argentins : Fondation Konex, Prix Clarín du roman (es), Prix national des Lettres d'Argentine (es), Prix d'honneur de la SADE (es)
- Prix de langue espagnole : Prix Planeta, Prix Herralde, Prix littéraires en Espagne
- Revues littéraires argentines (es)  : Sur (1931-1992), Prisma (1921-1922), Martín Fierro